# 中華民國警察

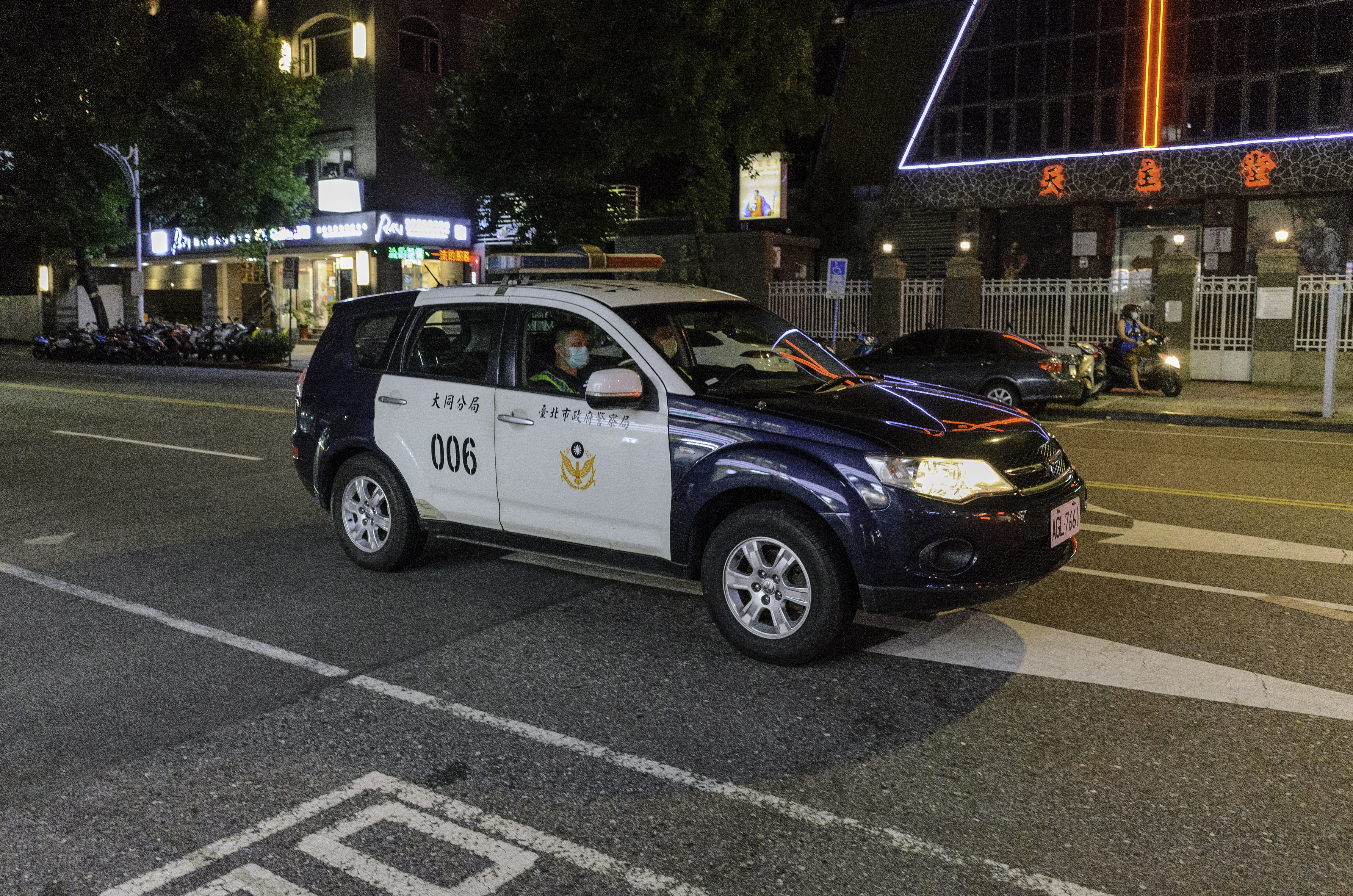
台灣街頭的警用巡邏車

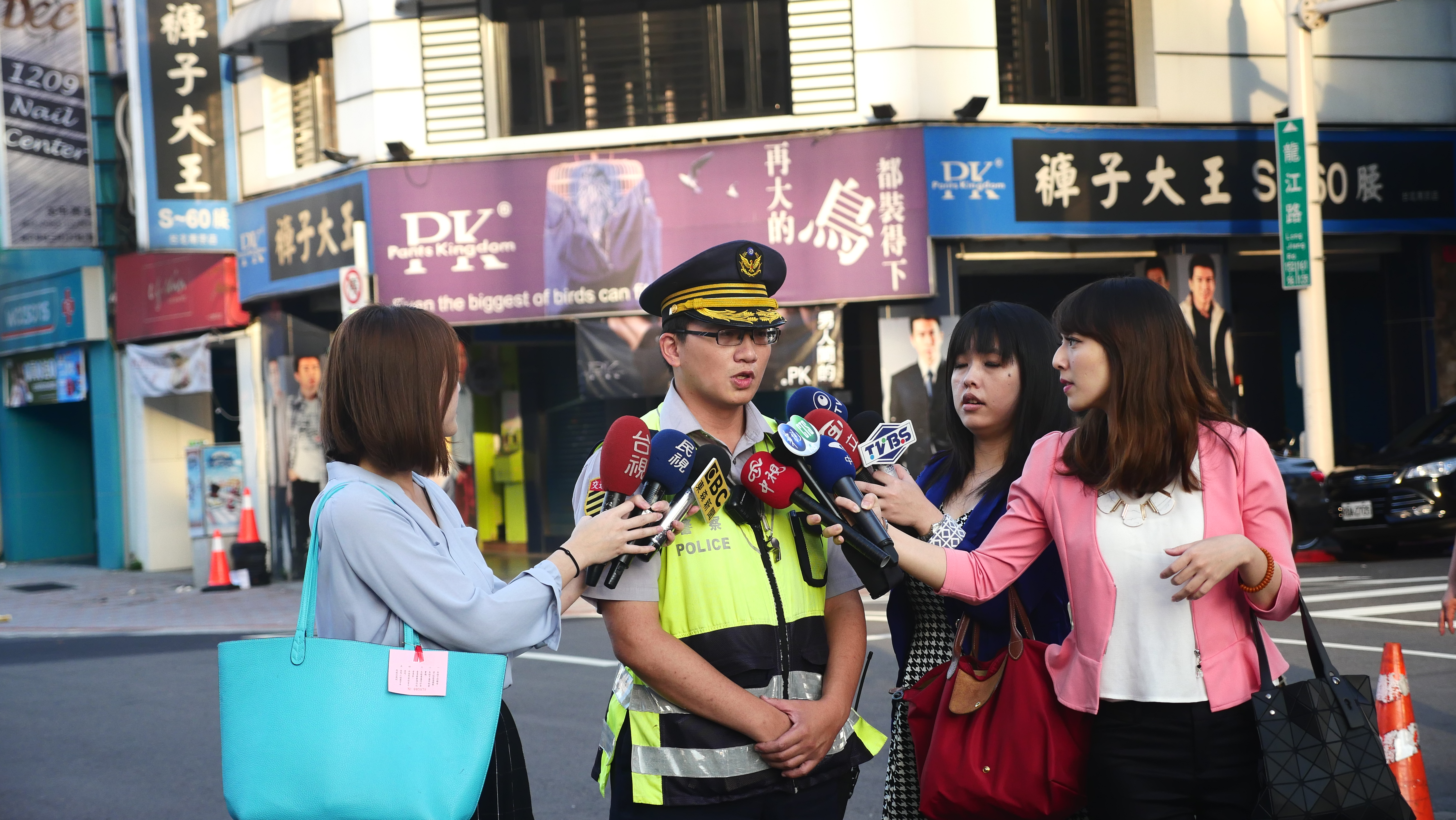
受訪的警正警察官

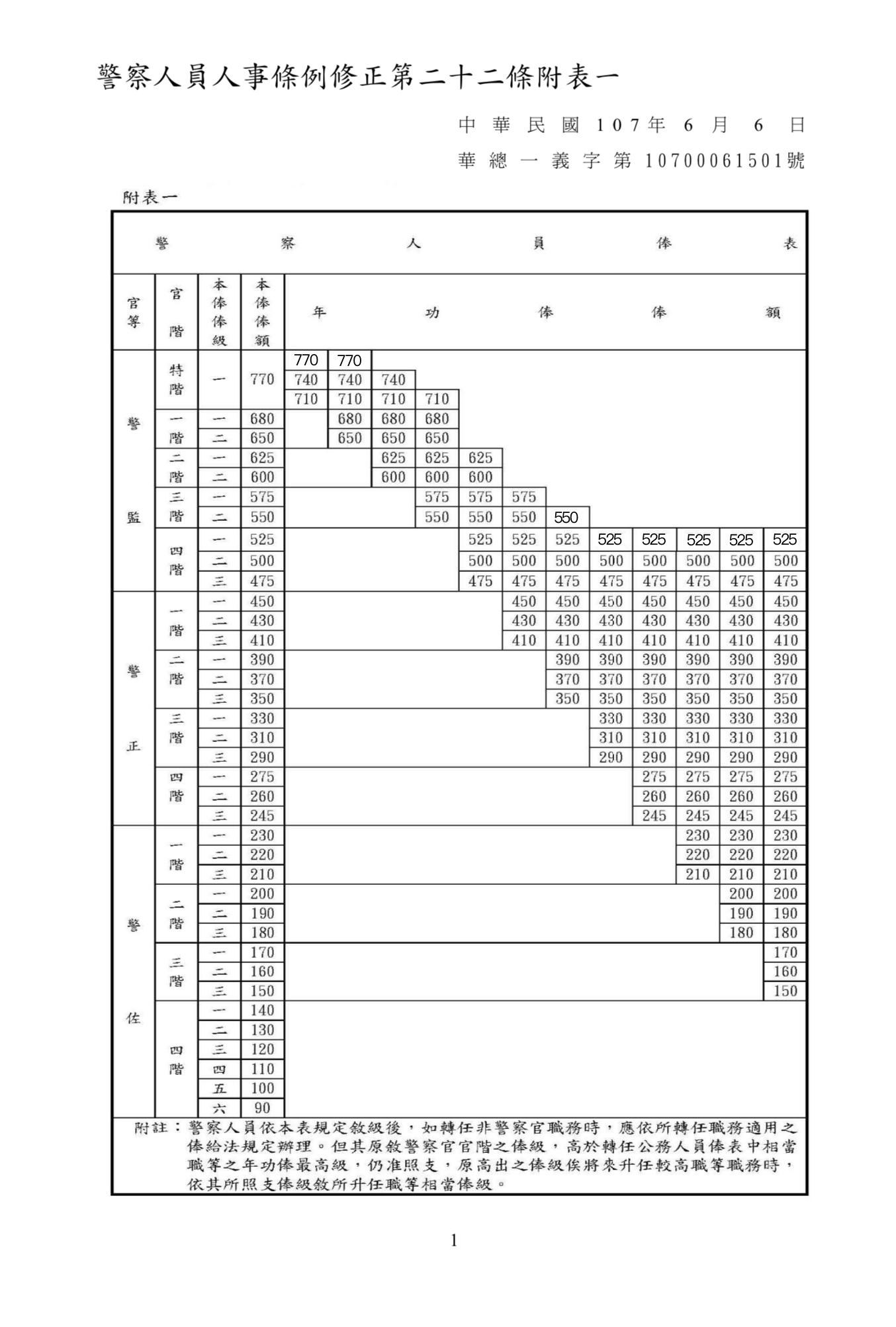
警察人員俸表（中華民國107年6月6日總統令華總一義字第10700061501號制定公布）

中華民國警察是中華民國以維持公共安全為主要目的之公務人員。依《中華民國憲法》及《警察法》規定，依法警察之任務為「維持公共秩序，保護社會安全，防止一切危害，促進人民福利」。平時維護社會治安、反恐任務，戰時依《國防法》第四條成為後備軍事力量。由內政部警政署管理和指揮。

本條目以普通警察即內政部警政署主管之實定法上的警察定義為主。又學理上即實質上的警察範圍甚廣，例如水上警察（海洋委員會海巡署艦隊分署所屬海巡隊）、國境警察（內政部移民署、海洋委員會海巡署所屬岸巡隊）、軍法暨軍事警察（又稱憲兵，國防部憲兵指揮部）、各級法院及檢察署之院內司法警察（法警）、行政執行署及其分署之執行員等，又學理即實質上的警察不以具有司法警察身分為必要。

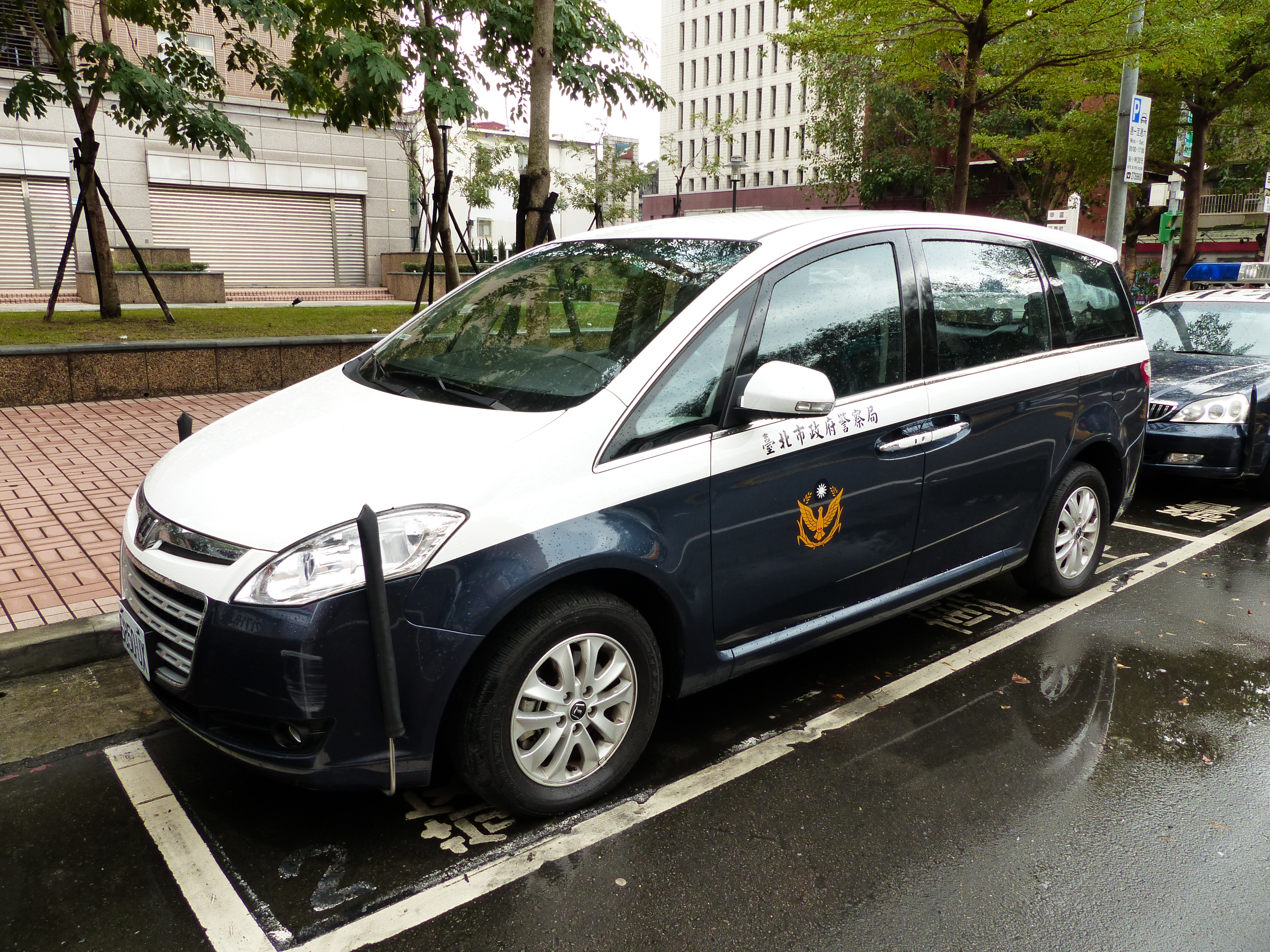
臺北市警備車

## 概況
依照《警察法》第4條及第5條，全國警察機關由內政部警政署統轄。特種警察方面，水上警察業務由海洋委員會海巡署管理，亦具有司法警察身分之憲兵由國防部憲兵指揮部管理。原屬於外事警察之外來人口居停留管理業務及國境警察之入出國管理業務則移由內政部移民署管理。另外，司法院及法務部所屬機關有其隸屬之院內司法警察；依工作性質分，法院（法警）負責輔助法官審判之司法警察事務，檢察署（法警）負責輔助檢察官犯罪偵查之司法警察事務。
院外司法警察之名詞，依據司法警察調度條例第二條（一級司法警察官）；「 左列各員，於其管轄區域內為司法警察官、推事執行職務之責：一、市長、縣長、設治局長。 二、警察廳長、警保處長、警察局長或警察大隊長以上長官。三、憲兵隊營長以上長官。」
司法警察調度條例第三條（二級司法警察官） 「左列各員為司法警察官，應聽檢察官、推事之指揮，執行職務：一、警察分局長或警察隊長以下官長。二、憲兵隊連長以下官長。三、鐵路、森林、漁業、業或其他各種專業警察機關之警察官長。四、海關、鹽場之巡緝隊官長。前項第三款、第四款人員受檢察官、推事之指揮，以與其職務有關之事項為限。」
司法警察調度條例第四條（司法警察）「左列各員為司法警察，應受檢察官、推事之命令，執行職務：一、警長、警士。二、憲兵。三、鐵路、森林、漁業、礦業、或其他各種專業警察機關之警長、警士。四、海關、鹽場之巡緝員警。 前項第三款、第四條人員受檢察官、推事之命令，以與其職務有關之事項為限。」

## 沿革
近代警察始於清光緒辛丑二十七年（1901年）裁汰綠營，改練巡警營。清德宗光緒三十一年（1905年）九月，清政府正式創設巡警部。次年，改巡警部為民政部，另於其下設立警政司，主管全國警察事宜。光緒三十三年（1907年），又於各省增設巡警道，負責全省的警政，至此中國警察制度確立。及至預備立憲將警務列為分年應辦新政之一，勒令全國各行省總督巡撫定期實施，計自辛丑和約以至辛亥革命之十年之間，警察機關及警察學校、巡警教練所等在全國各大城市紛紛成立。
1912年宣統退位，中華民國成立以後，在中央政府民政部改為內務部，內設警政司，在燕京的京師內外城巡警總局改為京師警察廳；在地方，易各省巡警公所為省會警察廳，旋又改為全省警務處；省會商埠地方則改設警察局。1927年，中華民國國民政府奠鼎南京，改內務部為內政部，內仍設警政司，警察廳一律改稱公安局。1936年沿舊稱，仍名首都警察廳及各省警務處、警察局，自此成為定制。
1946年8月15日將內政部原有之警政司擴充，改組為內政部警察總署。至1949年4月，中華民國政府南遷廣州，厲行機構緊縮，又將警察總署縮編為警政司，爾後中華民國政府在第二次國共內戰中失敗，喪失對中國大陸的統治，中央政府各機關撤往臺灣；至1972年始恢復內政部警政署，並與臺灣省政府警務處合署辦公，至1995年3月署處分隸。1999年7月1日實施臺灣省政府功能業務與組織調整案，原臺灣省政府警政廳人員及業務由內政部警政署承接。

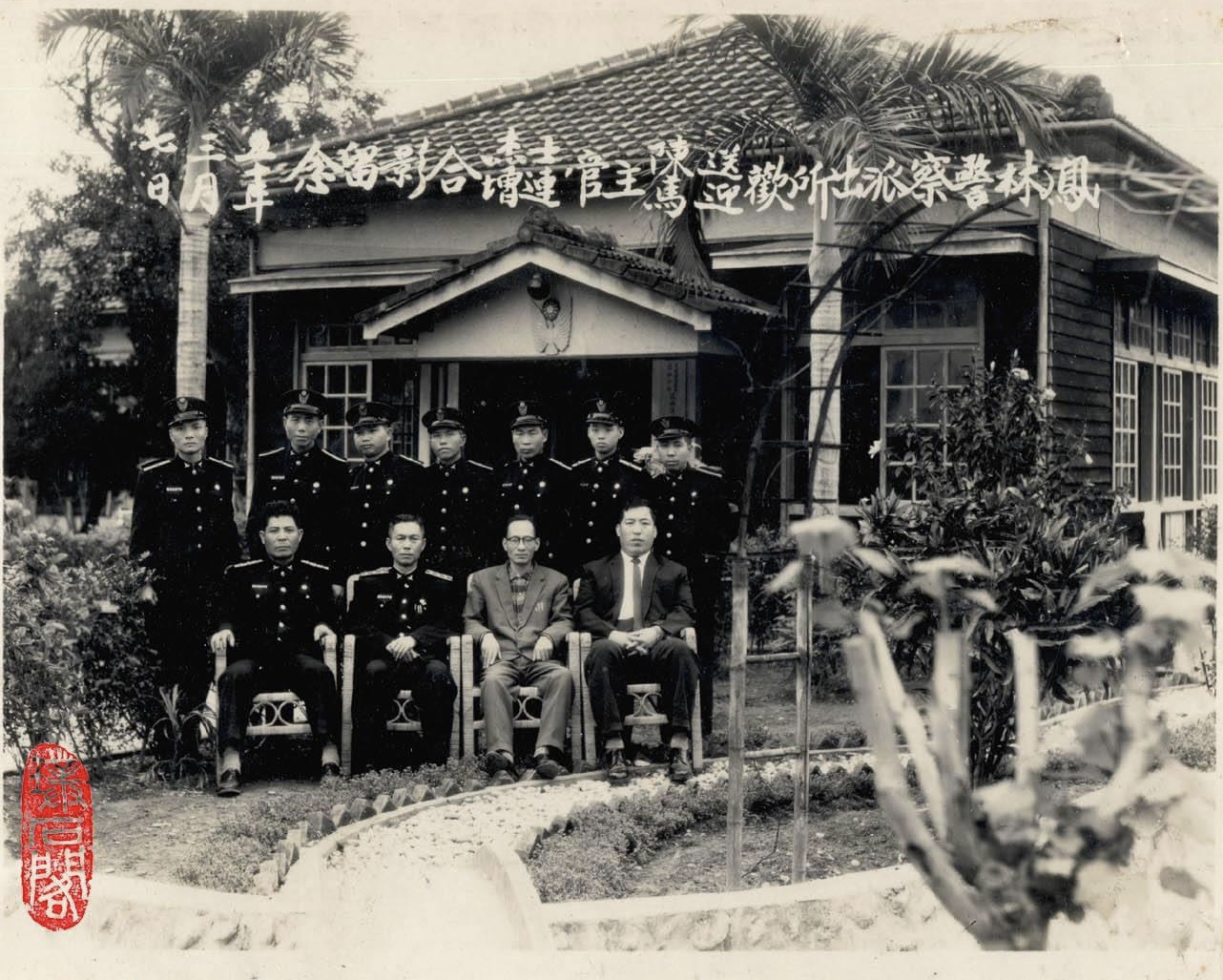
1961年3月7日，花蓮縣鳳林警察局鳳林派出所主官交接合影。

臺灣的現代警政其實始於1895年，在1895年到1945年，半世紀的臺灣日治時期，臺灣總督府運用嚴密的警察制度來管理民眾，除了治安、交通等原有的工作外，還包括了衛生、徵稅、戶口調查、管理原住民、協助施政等工作，當時警察的執掌完全涵蓋且干預了一般民眾的生活，當時，臺灣一個警察平均管理547人，反觀亦為日本殖民地的朝鮮半島，一個警察卻需要管理919人，可知臺灣警政之嚴厲。雖然這種警察制度對社會治安大有幫助，但是嚴苛的警政，使表面上稱警察為「大人」的臺灣人，敢怒而不敢言。

### 警察局長人事同意權
宜蘭縣為全國首例，成功爭取「警察局長人事同意權」及「人事、主計、政風、稅務等四大系統主管人事決定權」之縣市。
1989年，臺灣省政府警務處（後改制為臺灣省政府警政廳）故意選在各縣市的縣市長就職一週前，任命一批新警察局長，與其他縣市不同的是，時任宜蘭縣長的游錫堃不接受、不承認。僵持半年左右，省警務處長專程來訪，親自承諾改變過去行之多年制度。
事實上一開始，游錫堃和其他民進黨縣市長聯手，向省府爭取警察局長同意權，所有縣市長，唯獨游錫堃堅定立場持續達半年，最後，省府終於讓步，從此以降，對於財政、主計、警察等單位的人事任用，地方都能受到尊重，調派前一定徵得縣長同意。其後，各縣市長不只具有警察局長人事同意權，省政府也將人事、主計、政風、稅務等四大系統之單位主管之人事決定權交給縣市首長。

## 特色
中華民國警察制度最大的特色就是派出所制度，所謂派出所就是把警力派出到各分局的轄區中，通常一個分局大概有5-10個派出所不等。派出所最早是由袁世凱於1914年12月公佈《設置派出所規程》在北京設立，目前每個派出所人數約十幾人不等，依所轄區大小及人數而定，在都市繁忙地區甚至可以到約50人。在派出所服勤的警員稱為勤區警員，依警察勤務條例 （页面存档备份，存于）規定，警員服勤時間為24小時輪班。警勤區為警察最小的管轄單位，一警勤區由一勤區警員負責，每位警員平日主要工作為家戶訪問、巡邏、值班、備勤為主，但也需要擔服臨檢、路檢、特勤、取締交通違規、偵辦刑案等勤務。中華民國的一些分局或派出所，設立的歷史可追溯自日治時代。
傳統觀念上而言，中華民國警察制度學理上近似於大陸型警察，也就是須負責一般民眾的管理工作。今天臺灣老一輩的人看到警察，多半會稱呼大人，這也是從日治時代以來的稱呼。目前該國警察制度主體可以說主要是由派出所的警員（俗稱管區）承擔，但是派出所的工作多且複雜，也造成都市地區的派出所警員常常請調動到專業單位或鄉下地區服務，形成都市警察人力斷層。

## 警政體系

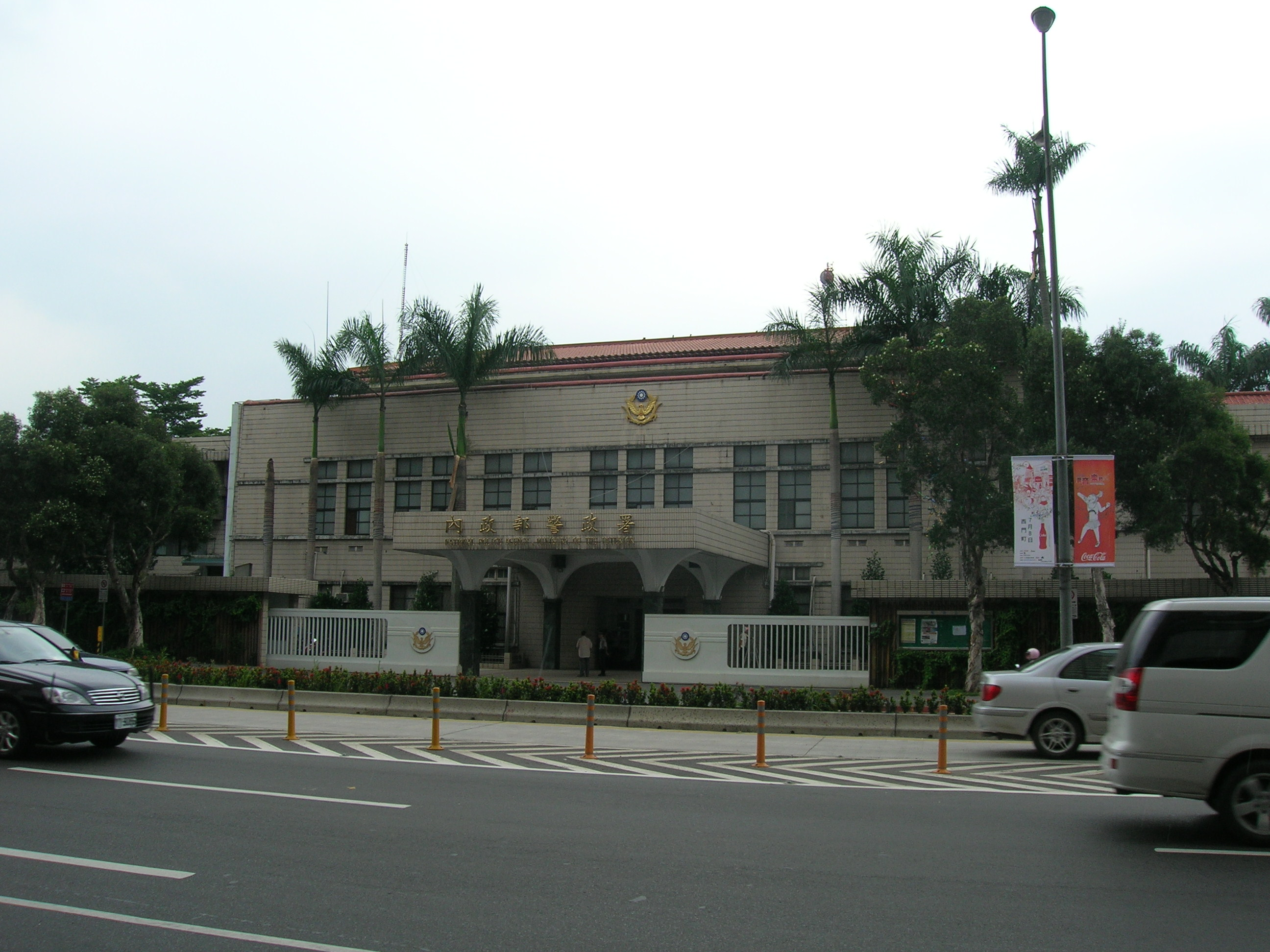
位於臺北市忠孝東路的內政部警政署本部，與行政院院區隔街相鄰

在臺灣地區的警政體系中，警察分駐所和派出所是勤務執行的機構，負責警勤區之規劃、勤務執行及督導。
地方上的警政機關，可以區分為縣（市）（政府）警察局、分局、分駐所、派出所、駐在所。每個直轄市、縣（市）設置直轄市、縣（市）（政府）警察局，是地方警政主管機關，管轄各地分局。分局則是設在鄉、鎮、市、區的位階，管轄各地派出所。
警察局及各地方分局依照人口、面積分佈情形及治安的好壞設置分駐所及派出所。其中分駐所是在沒有設分局之鄉、鎮、市、區中的最高執行勤務單位，通常編制規模比派出所大一點。
一般的派出所（分駐所）的轄區，會分成幾個「警察勤務區」，分派員警負責當地勤務。但是一些警勤區，沒辦法與其他警勤區聯合實施共同勤務，就會特別設置「駐在所」，由駐在所的員警單獨執行勤務。
表列顯示如下：
- 行政院
  - 內政部
    - 警政署
      - 直轄市政府警察局
        - 直轄市政府警察分局（設於各區）
          - 分駐所（設於無警察分局之行政區）
          - 派出所
            - 警察勤務區
            - 駐在所

      - 縣、市（政府）警察局
        - 縣、市警察分局（設於各鄉鎮市區）
        - 警察所（設於福建省連江縣之鄉鎮）
          - 分駐所（設於無警察分局之鄉鎮）
          - 派出所
            - 警察勤務區
            - 駐在所

除一般警察外，警政署之下亦設有專門機關負責其他專門事務：

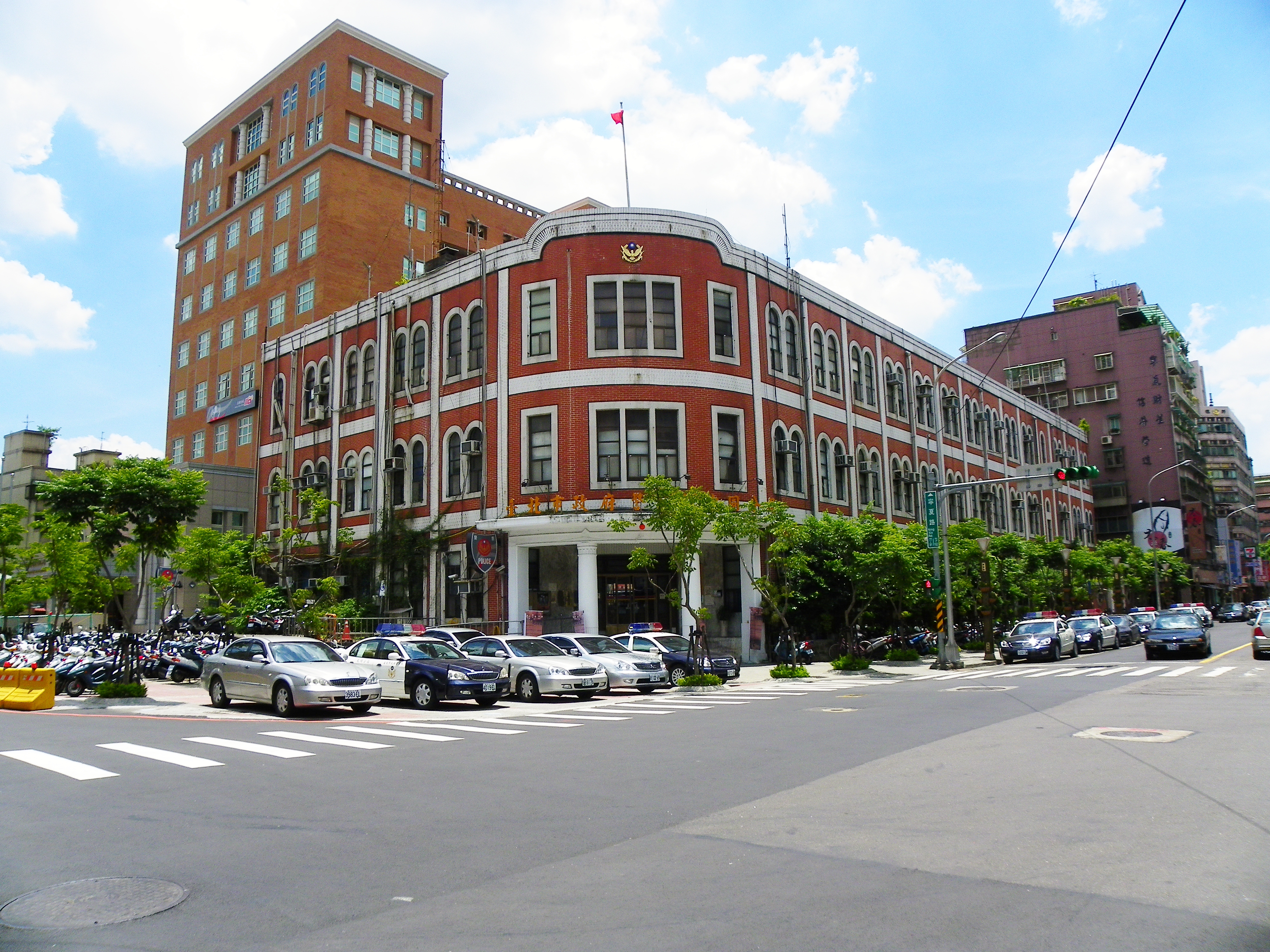
原臺北警察署，昔日臺北市政府警察局大同分局，現今為臺灣新文化運動紀念館。

- 內政部警政署刑事警察局
- 內政部警政署鐵路警察局
- 內政部警政署航空警察局
- 內政部警政署國道公路警察局
- 內政部警政署保安警察第一總隊
  - 維安特勤隊
- 內政部警政署保安警察第二總隊
- 內政部警政署保安警察第三總隊
- 內政部警政署保安警察第四總隊
- 內政部警政署保安警察第五總隊
- 內政部警政署保安警察第六總隊
- 內政部警政署保安警察第七總隊
- 基隆港務警察總隊
- 臺中港務警察總隊
- 高雄港務警察總隊
- 花蓮港務警察總隊

### 教育機關
- 中央警察大學（隸屬內政部）
- 臺灣警察專科學校（隸屬警政署）

## 警察類型

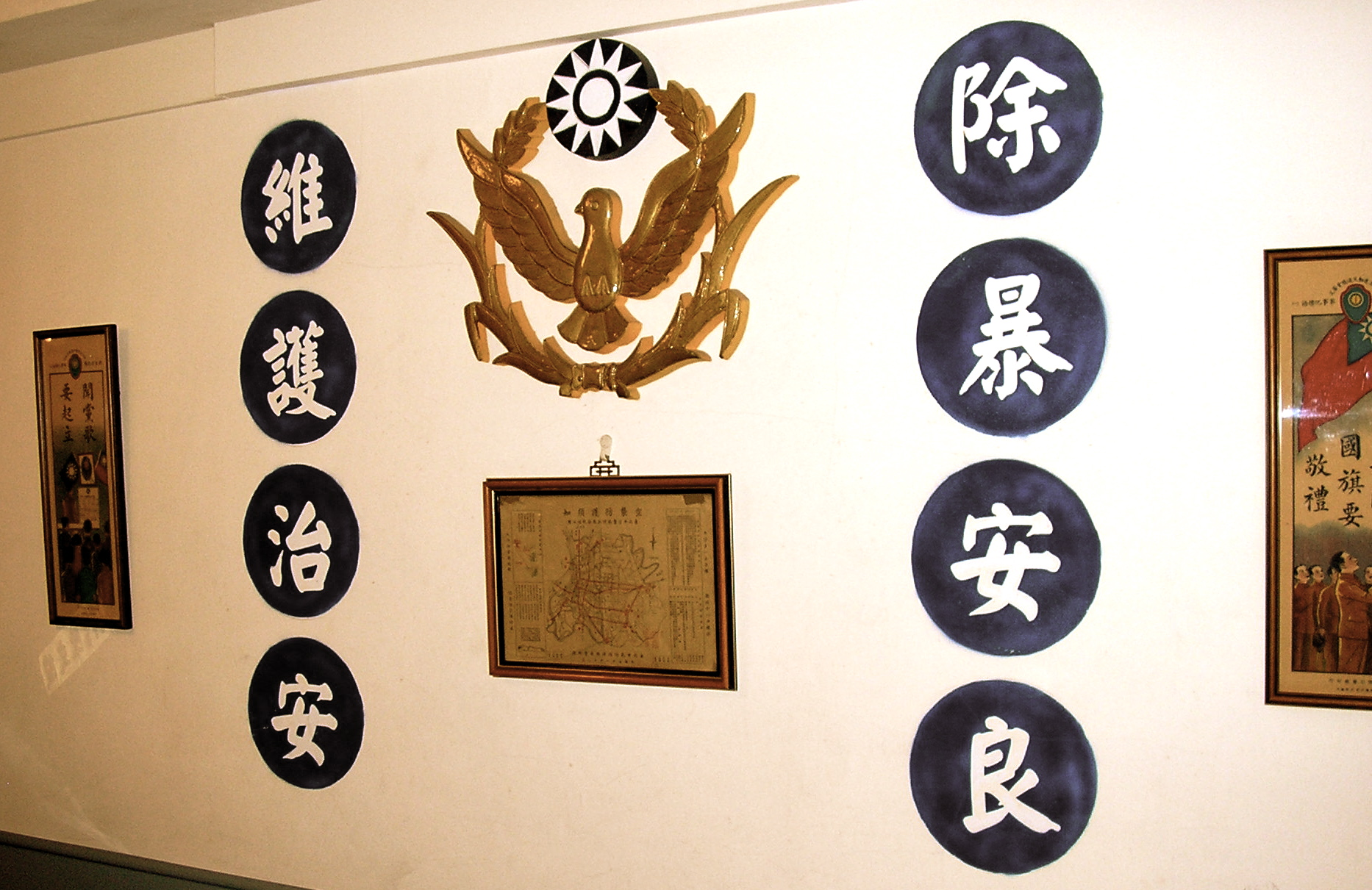
警察標語

以下兼述普通警察（內政部警政署主管者）與廣義警察。

### 普通警察
普通警察依主要業務區分如下：

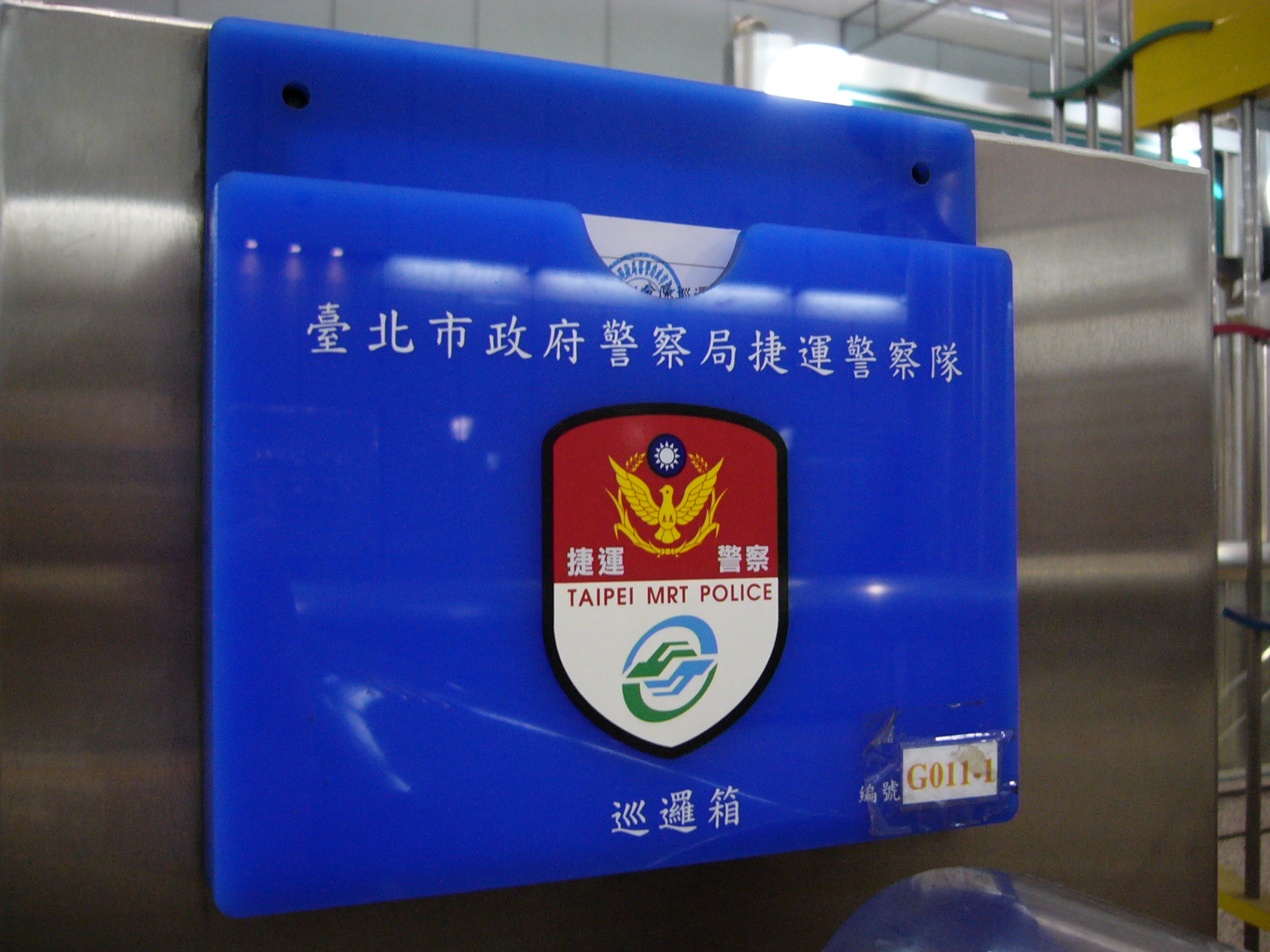
臺北市政府警察局捷運警察隊巡邏箱

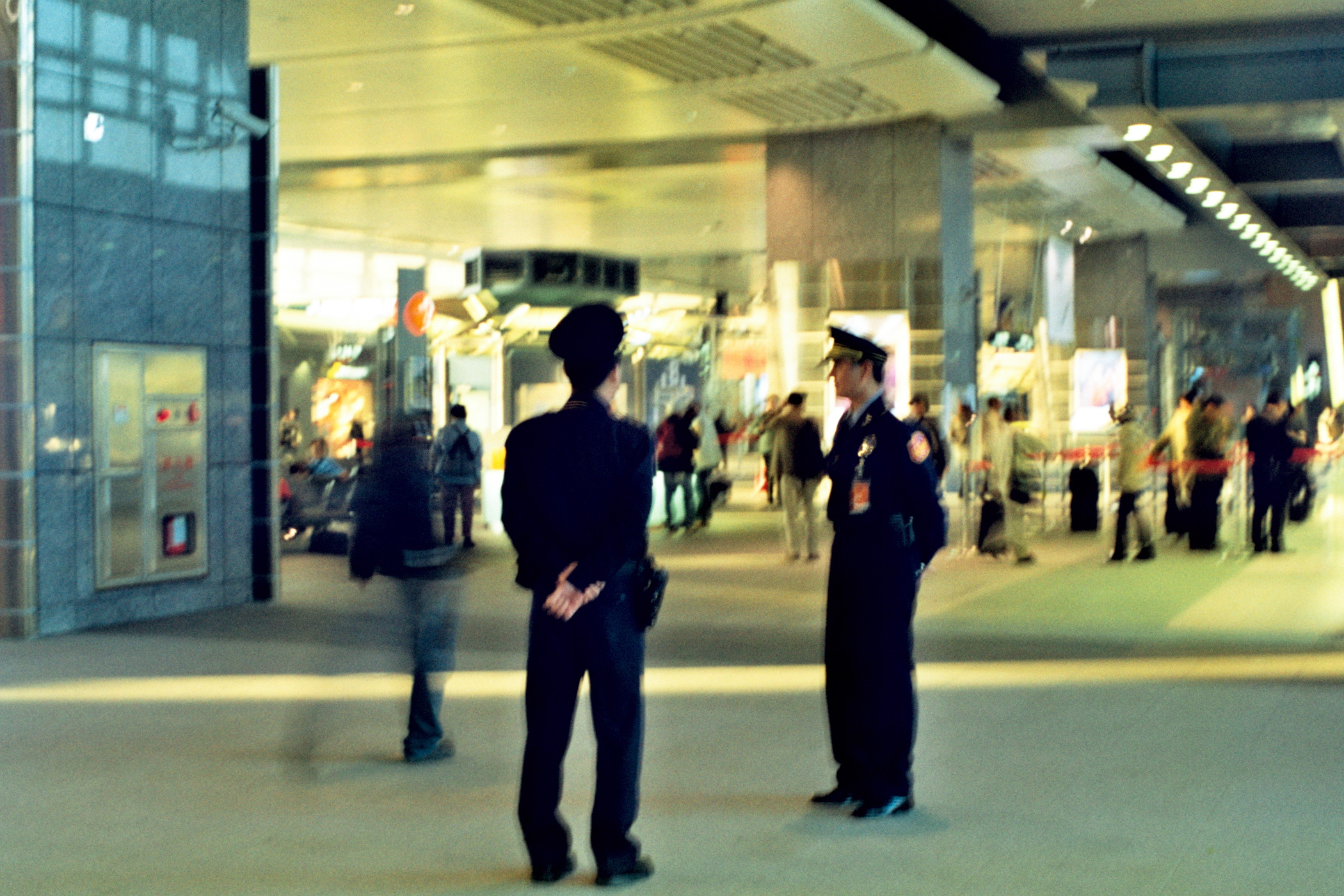
臺灣高鐵車站的鐵路警察

- 一般警察：服務市民及執行警察勤務，大致上分為行政警察與交通警察。
- 保安警察：防衛首都中樞，協助地方政府治安維護（如重要中央政府機關、外交使領館、聚眾活動秩序維護、支援地方警察勤務執行，有保一、四、五、六總隊及臺灣保安警察總隊等）。
- 外事警察：保護外僑及處理涉外案件。警政署設外事組、刑事警察局置國際刑事偵查隊（辦理外事工作）、直轄市警察局設外事科（另置外事服務站）、各縣市警察局設外事課。
- 國境警察：管理出入國境業務（現改由內政部移民署負責）。
- 刑事警察：預防犯罪及偵查犯罪（內政部警政署刑事警察局及其法醫室、各縣市刑事警察大隊、刑事組、偵查隊）。
- 水上警察：警衛領海（目前改由海洋委員會海巡署負責領海、沿岸安全維護、各港口船舶安全檢查工作、海洋救難、漁業巡護、海上走私、偷渡等刑案查緝工作）。
- 專業警察：例如國家公園警察大隊、基隆港務警察總隊、臺中港務警察總隊、高雄港務警察總隊、花蓮港務警察總隊、航空警察局、鐵路警察局、國道公路警察局、保二（經濟部）、保三（財政部）總隊及臺北市政府警察局、桃園市政府警察局、臺中市政府警察局、高雄市政府警察局捷運警察隊等。
- 警犬隊：目前有保三總隊警犬分隊以及新北市政府警察局、桃園市政府警察局、臺中市政府警察局、澎湖縣政府警察局警犬隊
- 騎警隊：新北市政府警察局以及高雄市政府警察局騎警隊

### 司法警察
- 司法警察（官）：即學理上的院外司法警察，於中華民國法制上為偵查輔助機關，實務上則為第一線偵查人員。法源依據《調度司法警察條例》第2－4條、《刑事訴訟法》第229－231條為警察、憲兵及其他依法得行使司法警察職權之公務員。
  - 檢察官：在中華民國為偵辦調查司法刑事案件的主體，由法務部管理，當有需要司法警察人員執法時，以指揮調度當地警察（內政部警政署）為原則。但是依照各種刑事案件的需要，也可以指揮調度其他司法警察機關人員執法，例如：法務部調查局，法務部廉政署（屬於肅貪廉政機關），海洋委員會海岸巡防署，國防部憲兵指揮部等。
  - 憲兵：依據中華民國刑事訴訟法，中華民國憲兵亦具備調查權，或依檢察官指揮逮捕軍事犯嫌，由各地方憲兵隊受理調查辦案。主管機關為中華民國國防部。
- 法院法警：辦理值庭、候審戒護、具保責付、協助民事強制執行、送達、拘提、同行、搜索、扣押、解送人犯、警衛、夜間值班及有關司法警察事務及其他長官交辦之事項。
- 檢察署法警：關於訴訟文書之送達、人犯之押提及具保、責付手續之辦理；值庭、拘提、搜索、扣押、調查及通緝犯之查緝；關於值勤（須輪值夜間勤務）、警衛及安全之防護及其他有關法警事務或長官交辦事項等。高檢署及其分署之法警目前另有死刑執行（現行為槍決）職務。

實務上法警以值庭、執行、警衛、解送人犯等工作為主。

### 軍法警察
軍法警察（官）：依據《軍事審判法》第58－60條，第一順位為憲兵。

### 特種警察

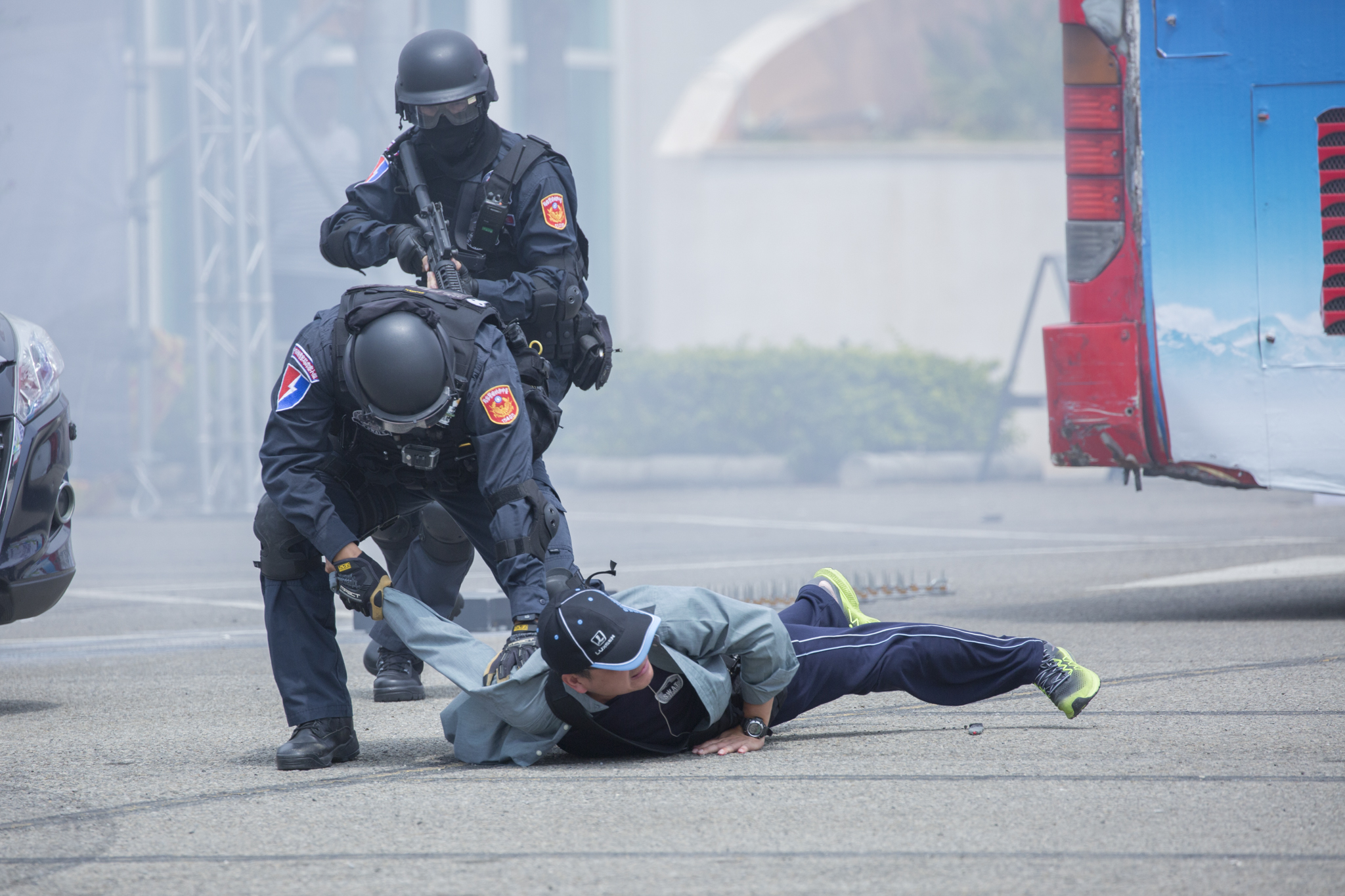
臺中市政府警察局保安警察大隊霹靂小組

中華民國特種警察可分為全國以及地方兩個層級，全國層級的特警隊，為內政部警政署責成保安警察第一總隊第三大隊於1992年所編制成立的維安特勤隊及2017年12月25日成立的刑事警察局除暴特勤隊（警備隊任務編組），維安特勤隊專司處理反恐、反劫機等重大治安事件任務。地方層級的特警隊隸屬於各縣市政府警察局刑事警察大隊（僅臺北市）、保安警察大隊（高雄市等直轄市）或保安警察隊的特殊任務警力編組，俗稱霹靂小組。
| 物品           | 說明                                                       |
| -------------- | ---------------------------------------------------------- |
| 襯衣           | 藏青色（便服）、淡紫白色（常、禮服）                       |
| 常服外套       | 藏青色                                                     |
| 褲子           | 藏青色                                                     |
| 大盤帽         | 顏色為藏青色，帽徽繡有警徽，並依據官階不同而搭配金線與稻穗 |
| 禮帽（女性）   | 顏色為藏青色，帽徽繡有警徽，並依據官階不同而搭配金線與稻穗 |
| 便帽（勤務帽） | 顏色為藏青色，帽徽繡有警徽                                 |
| 領章           | 為金黃色和平鴿一對，兩兩相對，                             |
| 臂章           | 縫製於左臂，與警察臂章相似，但在警鴿後方多一個司法天秤     |
| 階級胸章       | 依據不同官階搭配線與星                                     |

#### 法警階級識別
依據法警管理辦法第12條規定
法警之佩階，依下列規定：
一、法警長佩帶二線一星。但官等為薦任者，得佩帶二線二星。
二、副法警長佩帶一線四星。但官等為薦任者，得佩帶二線一星。
三、法警佩帶一線三星。
| 任官佩階 | 薦任     | 委任（法警長）、薦任（副法警長） |
| 階級識別 |          |                                  |
| 職 務    | 法警長   | 法警長、副法警長                 |
| 任官佩階 | 委任     | 委任                             |
| 階級識別 |          |                                  |
| 職 務    | 副法警長 | 法警                             |

### 駐衛警察
依《警察人員人事條例》第四十條及《各機關學校團體駐衛警察設置管理辦法》設置之駐衛警察，為駐在單位範圍內維護安全秩序之人員。
機關、學校、團體申請設置駐衛警察，應填具申請書，送請直轄市、縣（市）警察局核定；其分支機構跨越直轄市、縣（市）者，轉報內政部警政署核定。
駐衛警察執行職務時，以使用警棍為原則；需用其他警械者，由設置單位向直轄市、縣（市）警政機關申請配發。當地警察局（分局）於治安狀況特殊或情況急迫時，得對駐衛警察逕行配發警械。駐衛警察配用警棍，得自行購置，並列冊報當地警察局（分局）備查。
駐衛警察對配發之警械，應分類造冊登記，按季報當地警察局（分局）備查，保管警械並應遵守警政機關之規定。
駐衛警察使用警槍，應隨帶駐衛警警槍執照，前項執照由設置單位向當地警察局（分局）申請核發之。
駐衛警察有「駐警」、「駐衛警」、「駐衛警察」等稱呼，單位全銜均是駐在單位名稱後冠上駐衛警察隊，如臺大駐警隊全名為：國立臺灣大學駐衛警察隊。駐衛警察服制規定依據「警察機關管理之駐衛警察或編訓之義勇警察服式標識規定」辦理其服式及標識如下：
- 大盤帽：與基層員警相同。
- 勤務帽：帽前正中電繡金黃色警徽與正規警察相同，差別在左側繡白色機關名稱及駐衛警察字樣。
- 胸章：右胸繡佩駐衛警察字樣，左胸繡佩職稱章（如：隊員、小隊長、副隊長、隊長）
- 褲帶：藏青色，帶頭銅質搭扣式，上繡駐警二字。
- 臂章：上繡白色之機關名稱，中繡金色駐衛警察字樣，下繡白色人員編號。
- 任務：大多數的駐衛警察負責駐地之安全秩序維護，當地警察局必要時得協調駐在單位，指定駐衛警察在其鄰近地區，協助維護治安、整理交通。其執行勤務守則，由當地警察局定之。

部分駐衛警察則擔任駐地範圍內之執法工作，例如交通部觀光署各風景管理區管理處、經濟部水利署各河川分署之駐衛警察，皆於該風景及河川駐地內進行違規取締工作，屬於大法官解釋第588號所稱「法律規定以維持社會秩序或增進公共利益為目的，賦予其機關或人員得使用干預、取締之手段」之實質上的警察人員。

### 警察官就職宣誓
依《警察人員人事條例》第7條規定，初任警察官者應行就職宣誓，其宣誓詞如下：
|  | 余誓以至誠，恪遵國家法令，盡忠職守，報效國家；依法執行任務，行使職權；勤謹謙和，為民服務。如違誓言，願受最嚴厲之處罰，謹誓。 |

## 象徵

### 警徽

警徽

中華民國警徽為正面展翅之金黃色警鴿，徽頂正中置青天白日國徽，外繞黃色嘉禾。
| 徽章特徵     | 意涵                                                                     |
| ------------ | ------------------------------------------------------------------------ |
| 青天白日國徽 | 象徵效忠中華民國，保護國土之意涵。                                       |
| 金黃色警鴿   | 象徵警戒、和平、效率。                                                   |
| 警鴿內涵     | 雙翅各繪大羽八支、小羽五支、尾羽三支，意含三民主義、五權憲法及四維八德。 |
| 嘉禾         | 葉、穗左右各七，意含週而復始、不眠不休服勤。                             |

### 警旗
| 警察旗 |
| 警察旗 |

| 警察機關旗 |
| 警察機關旗 |

| 警察機關首長旗（警政署長、警大校長）  |
| 警察機關首長旗 （警政署長、警大校長） |

| 警察機關首長旗（警專校長、直轄市警局長）  |
| 警察機關首長旗 （警專校長、直轄市警局長） |

| 義勇警察旗 |
| 義勇警察旗 |

| 義勇警察各大、中隊旗 |
| 義勇警察各大、中隊旗 |

警察旗為棗紅色底、內嵌警徽；警察機關旗於旗桿側鑲白布一條、內繡機關名稱黑字；警察機關首長旗為警徽下加嵌首長階級章；義勇警察隊旗為天藍色底、旗桿側白布內繡隊名黑字，大隊、中隊得製用。

### 警旗變遷
| 警察旗（1912年－1928年） |
| 警察旗（1912年－1928年） |

| 水上巡警旗（1912年－1928年） |
| 水上巡警旗（1912年－1928年） |

| 警艇旗（1929年－1949年） |
| 警艇旗（1929年－1949年） |

| 警察旗（1932年－1947年） |
| 警察旗（1932年－1947年） |

| 警察旗（1947年－1974年） |
| 警察旗（1947年－1974年） |

| 警察旗（現行） |
| 警察旗（現行） |

- 1912年8月，北洋政府公布警察旗旗式[10]，另於同年11月，再公布水上巡警旗旗式[11]，這兩種警察旗幟一直使用至1928年北伐完成。
- 1929年國民政府頒布「各項船舶旗幟圖」，其中規定警艇旗式，成為新的水上警察旗幟。
- 北伐完成後，政府未重新頒布警察通用旗幟，由各地警察機關自行製作，或借用軍旗樣式，內政部為區別軍警，於1932年5月4日擬訂警察旗式呈報行政院，於同年5月17日經國民政府核定[12]。
- 1947年7月22日，內政部以原警察旗「行憲在即，黨旗式樣不足以代表國家警察之精神」，予以廢止，並另頒布新旗式：「青天白日右下紅地，置金黃色飛翔警鴿」[13]。
- 1974年警察旗改為現行樣式[14]。

規定於1929年《各項船舶旗幟圖》的警艇旗，政府遷台後至1969年才恢復水上警察編制，未見該旗於民國76年頒布之警徽警旗製用辦法。

## 警察制服

2019年中華民國警政署「全國警察新式制服換裝典禮」上，左至右分別展示1966年-1987年卡其色男女警察制服，1987年-2019年交警與淺灰紫色男女警察制服，與2019年至今之交警與藏青色男女警察制服。

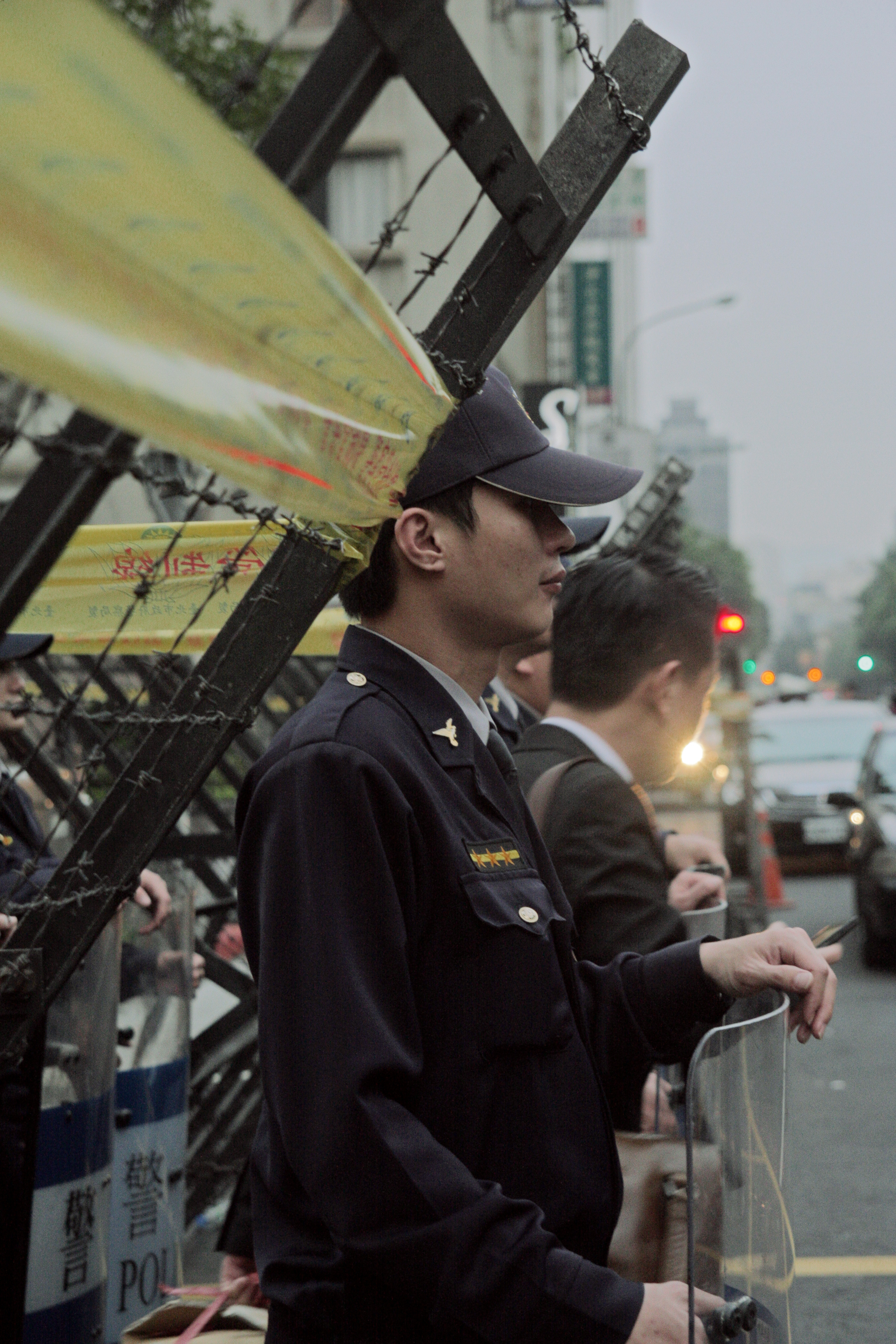
正在執勤的警察。

北洋政府時期依據《政府公報》第四百三十一號補登的《警察服制圖式》，之後國民政府公布《警察服制條例》，中華民國警察制服歷來有多次變革，例如：
- 1937-1977年，依季節分為黑色與米黃色，特別酷熱省市得用白色。

- 1987年起，使用至今為淺灰紫色上衣和藏青色長褲，因2019年4月19日起全面換裝新制服，但第二套制服不會回收，也不會銷毀，只是基層員警會變得不常穿，但副分局長或二線三星以上警階的警員，則會在交接等正式場合換回第二套制服，並打上領帶、搭配大禮服外套，因此第二套制服還是有機會繼續穿[17]。

- 2019年4月19日起，警察夏季制服上衣更換為藏青色，藏青色長褲、戴藏藍色盤帽。冬季制服上衣為藏藍色，並穿著藏藍色外套。階級章佩戴於右胸前口袋上方之位置。左肩繡佩紅底盾形標誌，上有金色警徽、所屬單位及警員號碼。盤帽中央有警徽，帽牆上佩以金線、帽簷佩以稻禾及稻穗，數量與其警階相同（如一線三星警員其帽為帽牆上一條金線、帽簷上一條稻禾，稻禾頂端為三顆稻穗）。

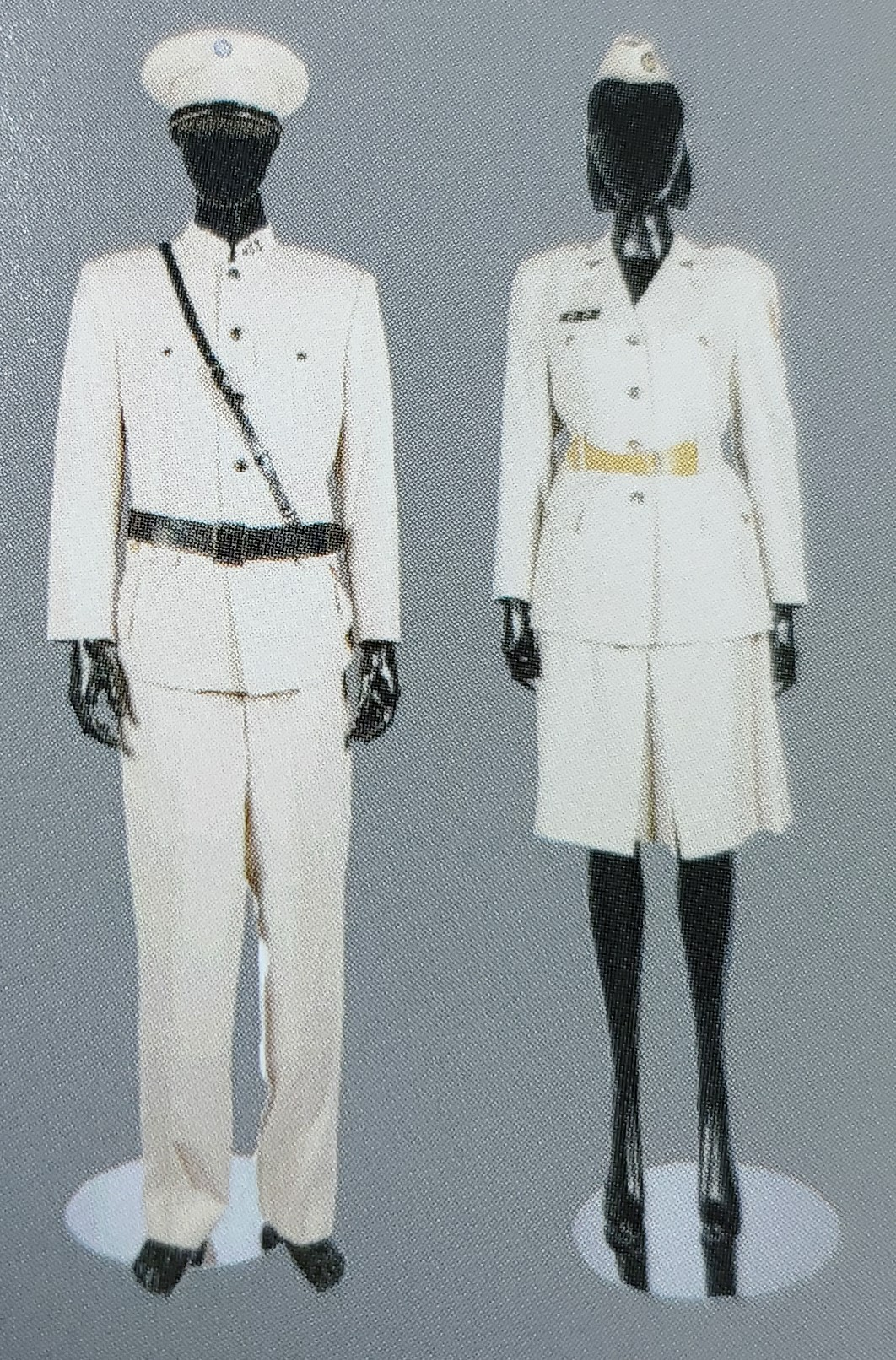
1928年的男女警察制服
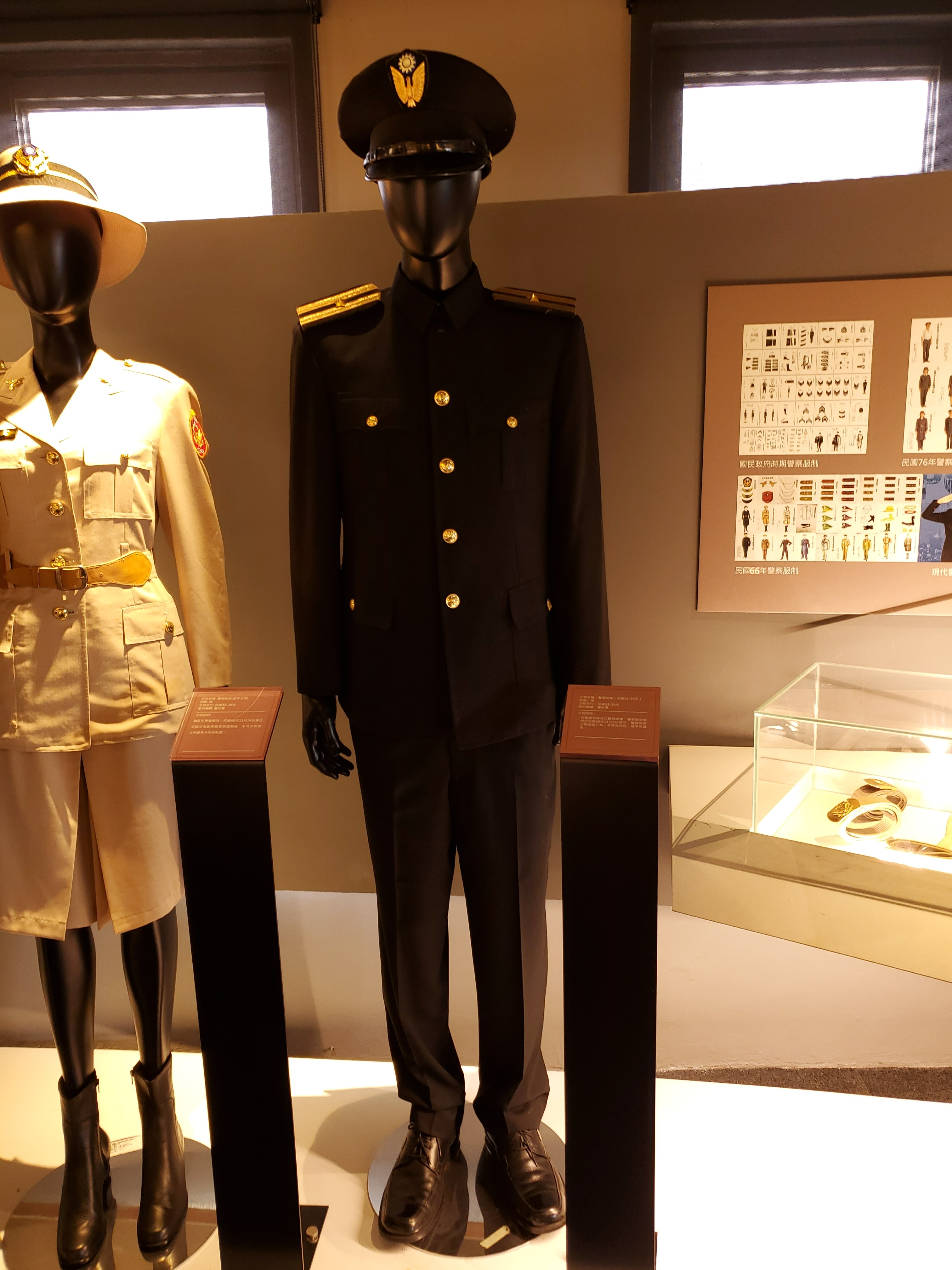
1946年至1966年的男警察制服
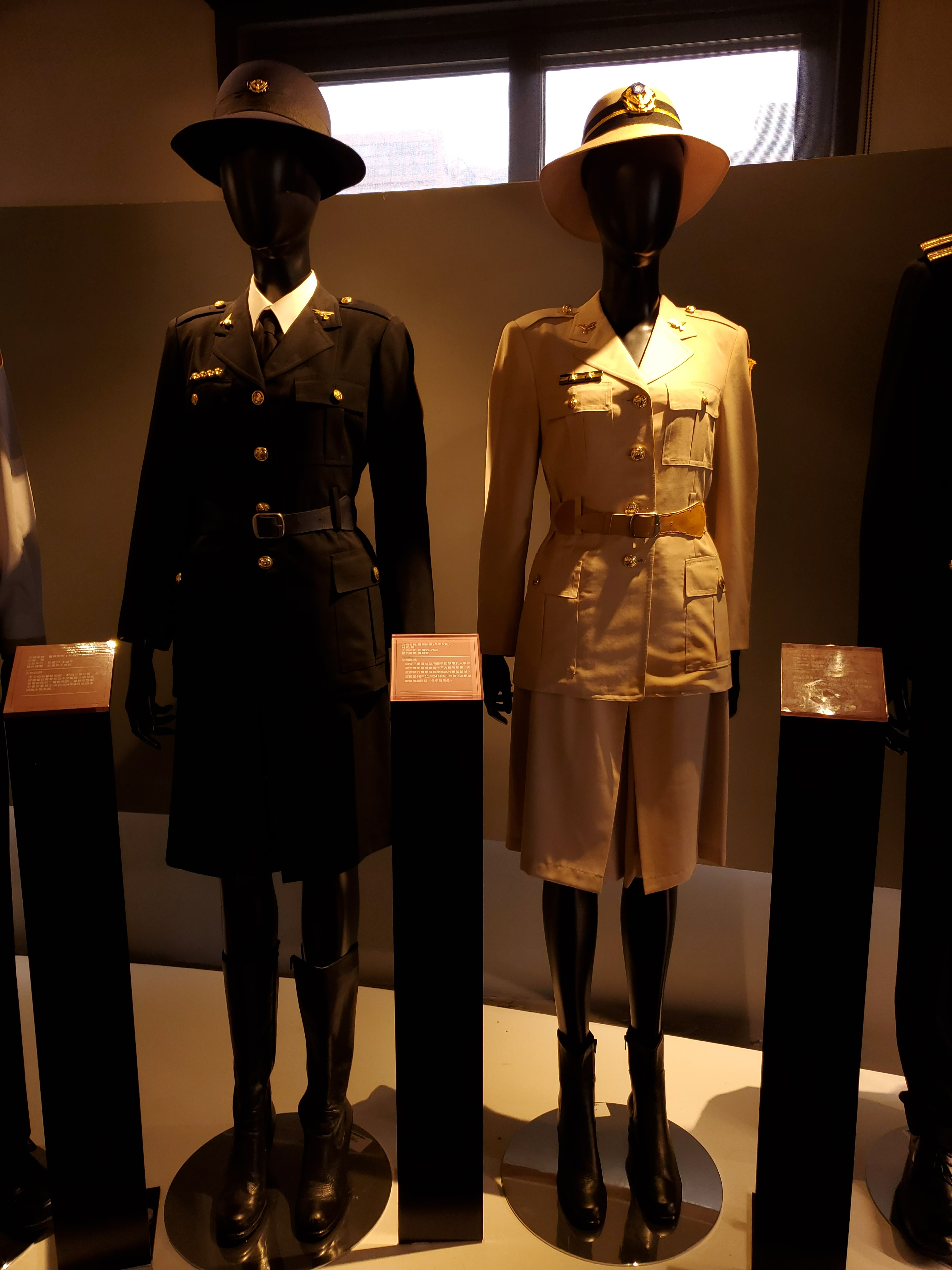
1966年至1987年的冬、夏季女警察制服

警政署直屬的維安特勤隊及各縣市霹靂小組通常穿著連身的深藍色防火服，並不穿著一般警用制式服裝。另刑事警察及偵查員通常穿著便衣（有时也着警服，如某些正式场合等）。
替代役（警察役）夏季制服為卡其色短袖上衣，咖啡色長褲，佩戴咖啡色便帽上繡替代役徽。冬季制服上衣改為長袖，外套為咖啡色。不佩戴警階章。左肩繡警徽（與一般警察同），右肩繡替代役標誌。
替代役（警察役-交通助理）制服左胸前繡各縣市交通警察名條，右胸繡役籍名條；左肩繡替代役徽，右肩繡交通警察臂章。
義勇警察隊員之勤務帽、大盤帽上警徽為銀色，制服為銀色鈕扣右胸前不佩警階而繡佩職稱名牌，臂章金黃色梅花形圖案，中嵌十五根花蕊，下繡人員編號，其餘配件也皆為銀色。
駐衛警察服制為金色鈕扣、領章為飛翔形金色警鴿圖案，縫布質金黃色邊黑底之職務胸章於口袋蓋上邊中央，右胸為駐衛警察字樣，左胸為職務名稱，其臂章為盾形棗紅色，上繡白色之駐在機關名稱，中繡金黃色駐衛警察字樣，下繡人員編號。
法警臂章與警察相似，其上繡有所屬法院（檢察署）字樣，惟金鴿羽翼下方繡有天平，其意義係指保護司法之公平公正。

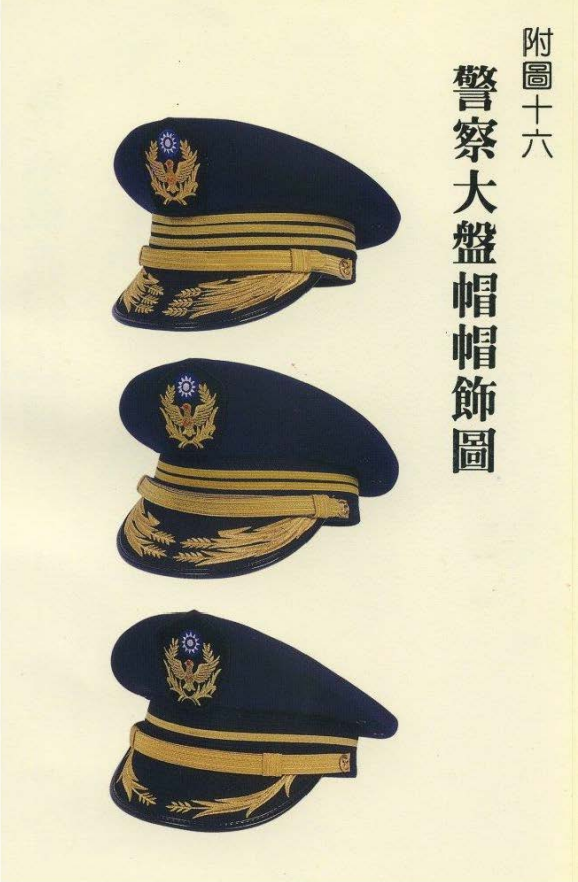
男性警監、警正、警佐大盤帽
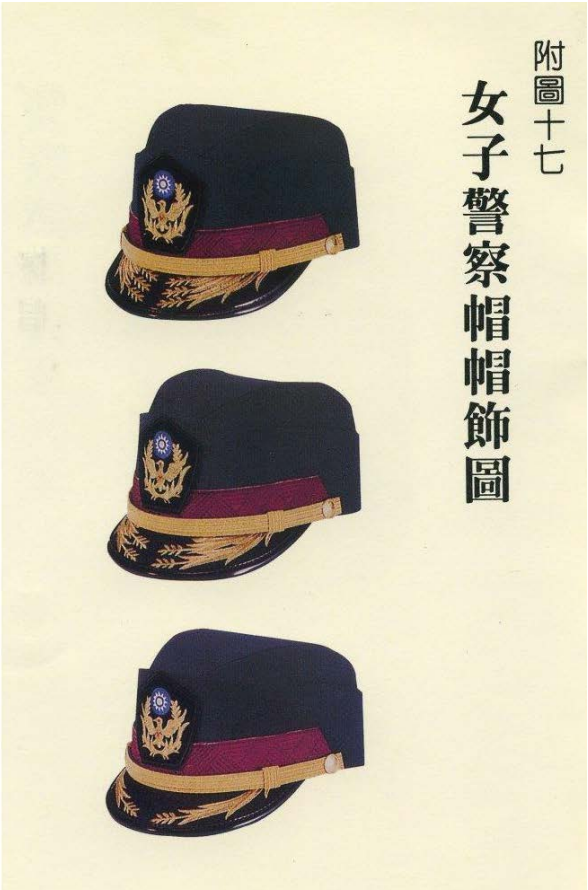
女性警監、警正、警佐制帽
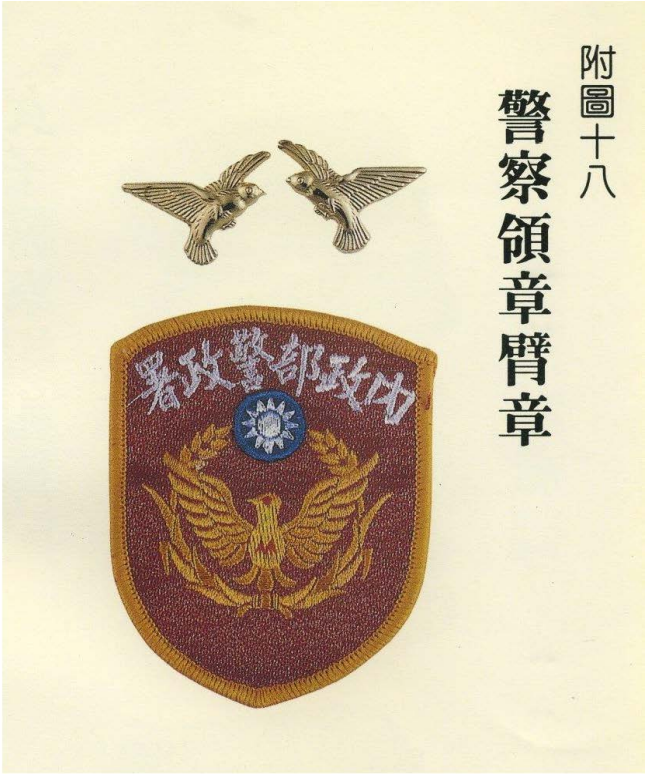
警察領章與臂章
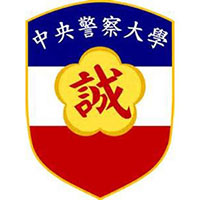
中央警察大學學生臂章

### 警察勳章獎章

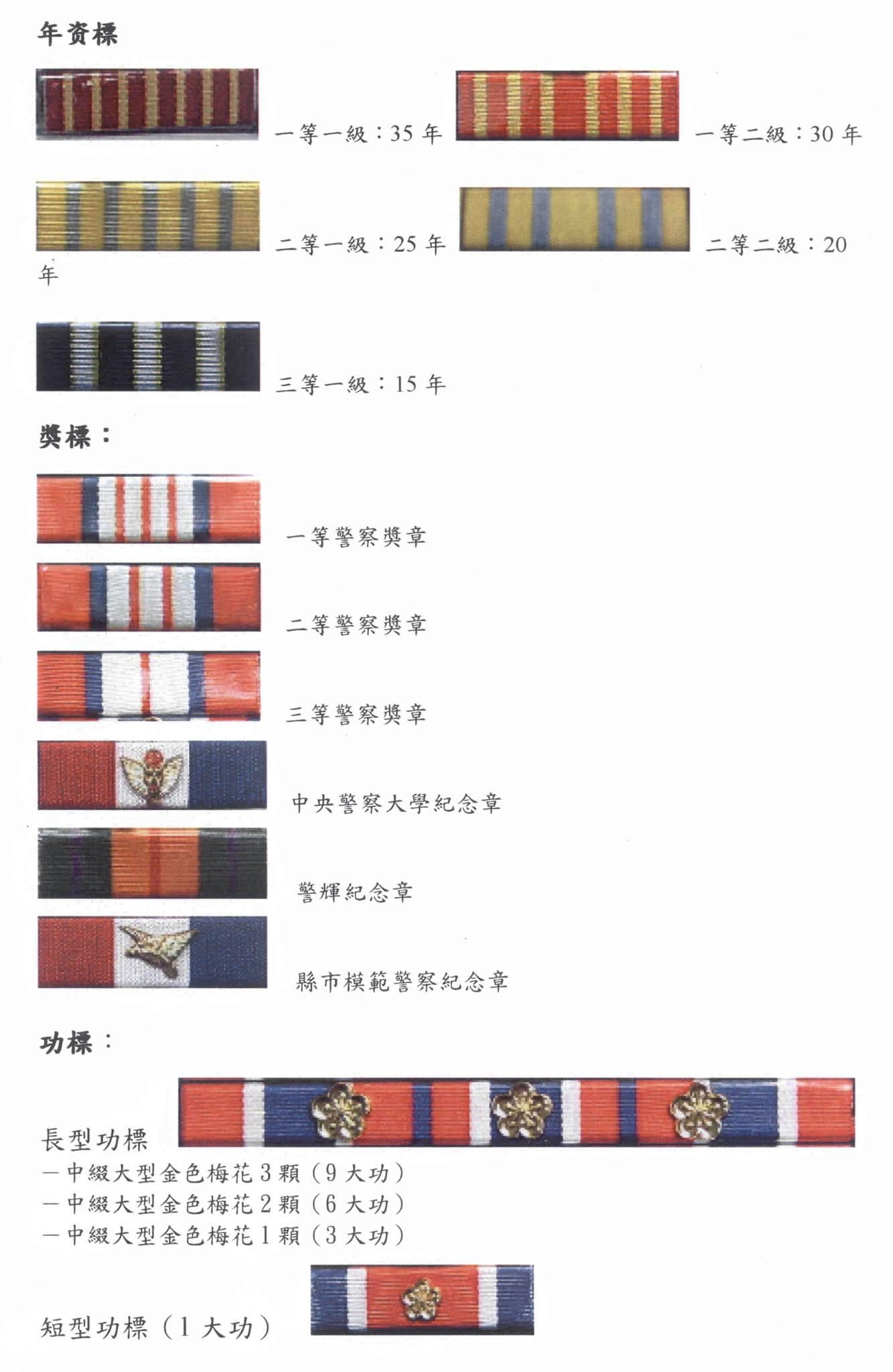
中華民國警察獎章列表，其佩帶排數規定如下：警監特階人員：九排。警監一階（職務配階三線四星）人員：八排。警監二階（職務配階三線三星）人員：七排 警監三階（職務配階三線二星）人員：六排 警監四階（職務配階三線一星）人員：六排。警正一階（職務配階三線一星）人員：五排。警正一階（職務配階二線四星）人員：四排。
前七款以外人員：最多以三排為原則。

## 人力來源

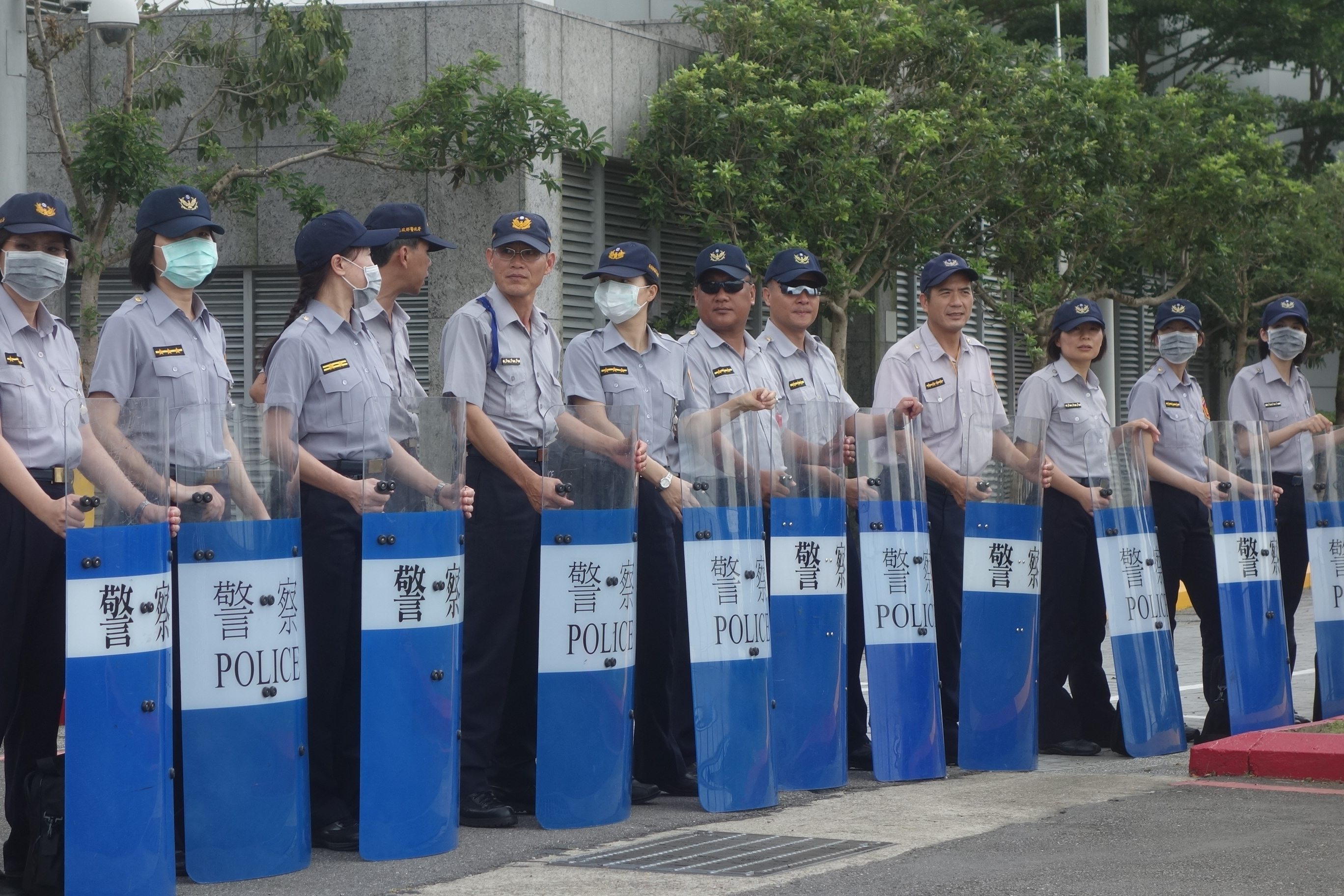
執行防暴的臺北市警察

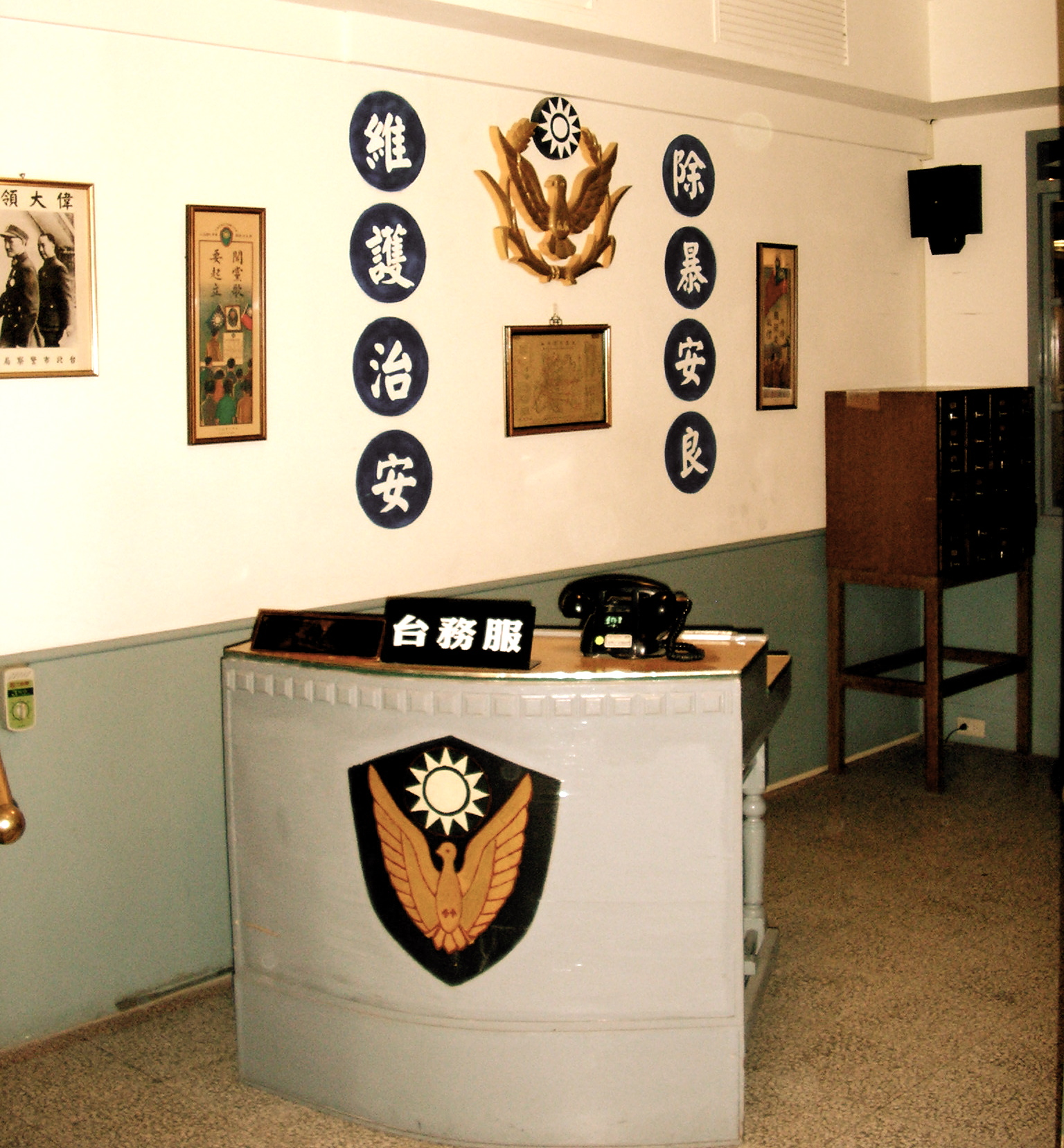
早期警局佈置

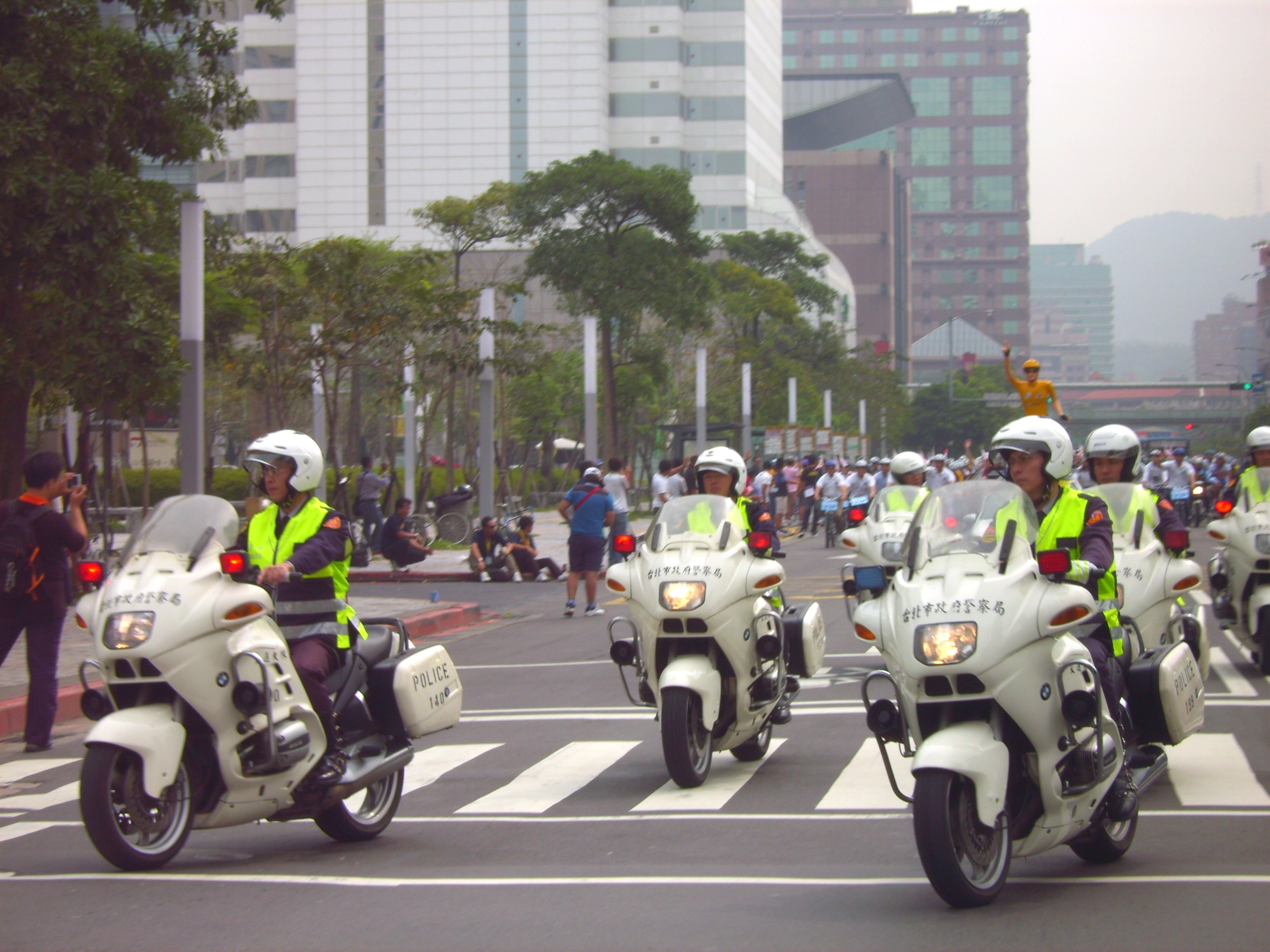
交通警察機車隊

中華民國目前警察人員分成考試晉用跟學校訓練兩種，其中第一種方式稱為一般警察人員特考，只要符合資格之一般考生，考試及格後經過警校訓練就可以成為正式警務人員。第二種學校訓練方式，是中華民國警察制度的特色，分成臺灣警察專科學校（警專）與中央警察大學（警大）兩種，警專獨立招生，有高中學歷者於未滿25歲以前均可報名入學考試，兩年學成畢業後取得副學士學歷，須經過國家考試通過後始取得任職資格。警大招生方式為採計每年大學入學考試中心所舉辦的學科能力測驗成績，性質等同於一般大學，同樣於四年學成畢業後，取得學士學位，並於國家考試通過後，可取得任職資格。
1988年，臺灣省警察學校改制為臺灣警察專科學校，為提昇警察素質，並同時限定該專科畢業生必須參加基層警察特考及格後方能成為基層警員，因為畢業生與警察需求相當，特考錄取率高達90%以上。
1997年，開放一般大學法政相關科系畢業生參考年度警察特考，不需先經過警校畢業。2004年，因為基層警察人力嚴重短缺，考試院於是開辦基層警察特考，廣招年輕人從警，每年錄取名額約2000人，舉辦初期名額多故錄取率高，一時之間，考警察成為風行的國家考試項目。因為考試資格不再侷限於警校畢業生，本來獨佔考試名額的警校學生，在外來考生的衝擊下，也產生為數不少的流浪警察。
有鑑於此，於2011年開始，警察考試分成雙軌制，其中俗稱的內軌專給警校各學制畢業者或具備一定年資的現職警察應考（警察特考），外軌則給非警校畢業之考生應考（一般警察特考）。並統一分發規定，內外軌警特三等錄取考生分發巡官職位，警特四等則分發基層警員工作。
中華民國的國家警察特考由考試院統一舉辦，分成二、三、四等考試，其中二等考試限碩士以上學位始得應考，錄取後取得警正三階警官資格，三等限學士以上學位始得應考，錄取後取得警正四階警官資格，四等考試限高中以上學位始得應考，錄則取得警佐三階警員資格。

## 教育
目前警察教育訓練包括養成教育、進修教育、深造教育及常年訓練，前三項分別由中央警察大學及臺灣警察專科學校辦理，而常年訓練係對在職警察人員實施訓練的課程，由各警察機關分層負責辦理，區分為個人、組合、特殊任務警力、專業、幹部及專案訓練等，除成立警察訓練基地，定期辦理幹部講習、師資培訓及特殊任務警力訓練外，其餘課目均要求各級警察機關結合日常勤務反覆磨練，以發揮統合力量，提升員警素質及執勤能力。
時代急速變遷，警察人力素質與專業能力必須大幅提升，方能提高服務品質。因此，未來警察教育訓練，將參酌先進國家制度，引進企業之進步作法，以普遍化與整齊化，提升人力素質，以專業化與制度化，精進專業品質，持續整合中央警察大學及臺灣警察專科學校兩校教育功能外，並推動組織學習計畫，開拓多元進修管道，提高基層佐警素質至專科以上；同時，加強在職訓練與科技人才之培訓，結合職務升遷與教育訓練，全面提升員警素質與專業能力，以提高警政服務品質，重塑警察優良組織文化，建立警察新形象。

## 誓詞
警察人員人事條例 （民國 107 年 06 月 06 日修正）
第 7 條
初任警察官時應宣誓，誓詞如左：
|  | 余誓以至誠，恪遵國家法令，盡忠職守，報效國家； 依法執行任務，行使職權；勤謹謙和，為民服務。 如違誓言，願受最嚴厲之處罰，謹誓。 |

## 階級

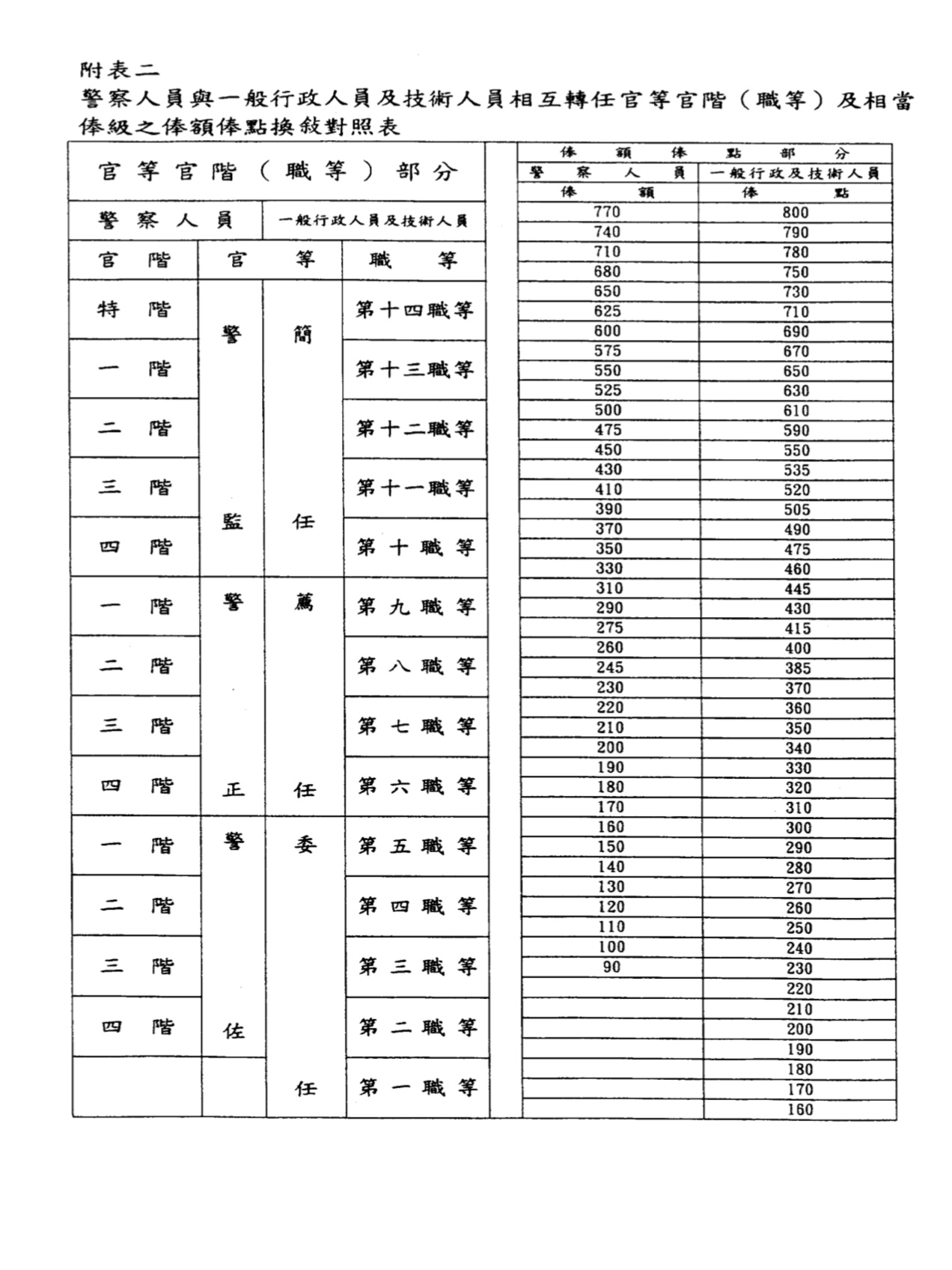
警察人員與一般行政人員及技術人員相互轉任官等官階（職等）及相當俸級之俸額俸點換敘對照表

### 現行制度
- 依據《警察人員人事條例》第5條[18]：「警察官等分為警監、警正、警佐。警監官等分為特、一、二、三、四階，以特階為最高階；警正及警佐官等各分一、二、三、四階，均以第一階為最高階。」就制度上而言，所有的警察都是「警察官」，即「警察人員」之義。
- 警階之配掛必須配合警察人員陞遷辦法中之全國警察機關升遷序列表之職務配階。
- 中華民國警察於胸前的配階為「職務配階」而非「官等配階」，乃是「官職分立」的特色。

#### 官等
區分：警監、警正、警佐（由高至低）。
- 警監：警察大學畢業或訓練合格，再經特種考試警察人員二等考試及格，晉升達一定職務（三線一星），由內政部遴任或報請行政院遴任。
- 警正：警察大學畢業或訓練合格後，經特種考試警察人員三等考試及格或通過升官等考試或佐升正訓練及格後遴任。
- 警佐：警察專科學校畢業或訓練合格後，經特種考試警察人員四等考試及格後遴任。

#### 官屬
區分：警長、警官、警員（高至低）。

#### 職務區分
依內、外勤及專業單位區分，因警察人事採「官職分立」之故，同階中有不同職務區分。

#### 職務
依內、外勤及專業單位區分，同階中有不同職稱區分。

#### 配階
警察胸章之配掛必須配合警察人員陞遷辦法中之全國警察機關升遷序列表配階：（由低至高）
1. 已廢止階級：限期役警察（佩掛一線一星）[20]：1980年發布的《警察機關限期服務警（隊）員管理辦法》規定限期役警察由警察專科學校、警察學校招考高中（職）以上學校畢業生，施予憲兵預備士官教育及警察專長訓練合格後，以後備軍人列管，分發警察機關服務三年，期滿退職。該辦法於2004年廢止。[21]
2. 第十一序列職務（佩掛一線三星）：警員、隊員等職務；官等官階列「警佐三階至警正四階」。
3. 第十序列職務（佩掛一線四星）：巡佐、警務佐、偵查佐、小隊長等職務，官等官階列「警佐二階至警正四階」。
4. 第九序列職務（佩掛二線一星）：巡官、偵查員、分隊長等職務，官等官階列「警佐一階至警正三階」。
5. 第八序列職務（佩掛二線二星）：分駐所長、警務員等職務，官等官階列「警佐一階至警正三階」。
6. 第七序列職務（佩掛二線二星）：警備隊長、中隊長與縣市組長、主任、隊長等職務，官等官階列「警佐一階至警正三階」。
7. 第六序列職務（佩掛二線三星）：主任、組長、偵查隊長、警務正、偵查正、督察員、縣市副分局長、秘書等職務，官等官階列「警佐一階至警正二階」。
8. 第五序列職務（佩掛二線四星）：副分局長、專員；縣市主任秘書、督察長、分局長、警務參等職務，官等官階列「警正三階至警正一階」。
9. 第四序列職務（佩掛三線一星）：警政署科長、直轄市分局長、大隊長等職務，官等官階列「警正三階至警監四階」。
10. 第三序列職務（佩掛三線二星）：縣市警察局局長、警政署組長、主任、專門委員、簡任技正、警政監等職務，官等官階列「警正二階至警監二階」。
11. 第二序列職務（佩掛三線三星）：警政署主秘、保一總隊隊長等職務，官等官階列「警監四階至警監二階」。
12. 第一序列職務（佩掛三線三星）：中央警察大學副校長、警政署副署長、直轄市局長、刑事警察局局長及臺灣警察專科學校校長，官等官階列「警監二階至警監一階」。
13. 未列於序列職務（佩掛三線四星）：警政署署長及中央警察大學校長，官等官階列「警監特階」。

| 職務序列 | | 第一序列 | 第二序列                                                                                             | 第三序列 | 第四序列 |
| 階級識別 | | | | | |
| 職 務    | 警政署署長、中央警察大學校長。                                                                                   | 中央警察大學副校長、臺灣警察專科學校校長、警政署副署長、直轄市警察局長、刑事警察局局長、警政委員。                           | 警政署主任秘書、督察室主任、航空警察局局長、國道警察局局長、保安警察第一、二總隊總隊長、警政委員等。 | 直轄市警局副局長；警專教育長；警政署組長、主任；直轄市警局主任秘書、督察長；（保三至保七）總隊長； 縣市政府警察局局長；直轄市政府警察局主任秘書、督察長；（刑事局、航警局、國警局）副局長；港務警察總隊總隊長、警察通訊所所長；警政署副組長、副主任、（直轄市政府警察局）警政監；保安警察總隊副總隊長；鐵路警察局副局長；刑事局主任秘書；警政署督察；（警專、航警局、國道警察局、保安警察總隊、鐵路警察局）主秘；（警專）教官；刑事局警政監等。 | 直轄市警察局分局長、大隊長；縣市政府警察局副局長；警政署科長、直轄市政府警察局科長、主任、督察；警專總隊長；港警總隊副總隊長等。 |
| 官等官階 | 警監特階 | 警監二階至警監一階 | 警監四階至警監二階                                                                                   | 警正二階至警監二階 | 警正三階至警監四階 |
| 職務序列 | 第五序列 | 第六序列 | 第七序列                                                                                             | 第八序列 | 第九序列 |
| 階級識別 | | | | | |
| 職 務    | 直轄市政府警察局副分局長、副大隊長、直轄市政府捷運警察隊隊長、縣市政府警察局主任秘書、督察長、分局長、大隊長等。 | 警政署警務正、直轄市政府警察局股長、直轄市政府捷運警察隊副隊長、分局組長、偵查隊長、縣市政府警察副分局長、副大隊長、偵查正。 | 縣市政府警察局分局股長、組長、主任、偵查隊長、警備隊長、中隊長、督察員、刑事局偵查員等。             | 警務員、分隊長、派出所所長等。 | 巡官、派出所副所長等。 |
| 官等官階 | 警正三階至警正一階                                                                                               | 警佐一階至警正二階 | 警佐一階至警正三階                                                                                   | 警佐一階至警正三階 | 警佐一階至警正三階 |
| 職務序列 | 第十序列 | 第十一序列 | 已廢止階級                                                                                           | 已廢止階級 | |
| 階級識別 | | | | | |
| 職 務    | 巡佐、警務佐、小隊長、偵查佐。                                                                                   | 警員、隊員。 | 1997年以前完訓合格的新科警員（警專）                                                                 | 限期役警察 | |
| 官等官階 | 警佐二階至警正四階                                                                                               | 警佐三階至警正四階 | 警佐三階至警正四階                                                                                   | 警佐四階 | |

- 註：目前中華民國警察人員警察四等特考及格並經遴任後，即授與警佐三階官等官階，警佐四階已成歷史。

依據：陸海空軍軍士官等官階與公務人員對照表、警察人員與一般行政人員及技術人員相互轉任官等官階（職等）及相當俸級之俸額俸點轉敘對照表，警察階級與國軍、海巡、海關官階約略可以下表對照。
2018年4月28日組織調整後，海巡署長由海洋委員會副主任委員兼任（佩階金底二星），原屬中央二級機關層級之署長（佩階金底三星，特任官／二級上將）已成歷史。
| 階級識別 | 金底二星     | 金底一星           | 三線四星           | 三線三星           | 三線二星           | 三線一星           |
| -------- | ------------ | ------------------ | ------------------ | ------------------ | ------------------ | ------------------ |
| 階級圖示 |              |                    |                    |                    |                    |                    |
| 文 職    | 簡任十四職等 | 簡任十三職等       | 簡任十二職等       | 簡任十一職等       | 簡任十職等         | 薦任九職等         |
| 軍 職    | 一級上將     | 二級上將           | 中將               | 少將               | 上校               | 中校               |
| 警 職    | 警監特階     | 警監一階           | 警監二階           | 警監三階、四階     | 警正ㄧ階           | 警正一階           |
| 關 務    | －           | 關務（技術）監一階 | 關務（技術）監二階 | 關務（技術）監三階 | 關務（技術）監四階 | 關務（技術）正一階 |

| 階級識別 | 二線四星                                  | 二線三星               | 二線二星               | 二線一星           | 一線四星           | 一線三星                              |
| -------- | ----------------------------------------- | ---------------------- | ---------------------- | ------------------ | ------------------ | ------------------------------------- |
| 階級圖示 |                                           |                        |                        |                    |                    |                                       |
| 文 職    | 薦任八職等                                | 薦任七職等             | 薦任六職等             | 委任五職等         | 委任四職等         | 委任三職等                            |
| 軍 職    | 少校                                      | 上尉                   | 中尉                   | 少尉               | 士官長             | 上士                                  |
| 警 職    | 警正二階                                  | 警正三階               | 警正四階               | 警佐一階           | 警佐二階           | 警佐三階                              |
| 關 務    | 關務（技術）正二階 高級關務（技術）員一階 | 高級關務（技術）員二階 | 高級關務（技術）員三階 | 關務（技術）員一階 | 關務（技術）員二階 | 關務（技術）員三階 關務（技術）佐一階 |

| 階級識別 | 一線二星           | 一線一星           | 二粗三細 | 二粗二細 | 二粗一細 |
| -------- | ------------------ | ------------------ | -------- | -------- | -------- |
| 階級圖示 |                    |                    |          |          |          |
| 文 職    | 委任二職等         | 委任一職等         | －       | －       | －       |
| 軍 職    | 中士               | 下士               | 上兵     | 一兵     | 二兵     |
| 警 職    | 警佐四階           | 警佐三階           | －       | －       | －       |
| 關 務    | 關務（技術）佐二階 | 關務（技術）佐三階 | －       | －       | －       |

### 北洋政府時期
- 依文官制度分為特任、簡任、薦任、委任四等（前三者稱為「警官」，委任稱為「長警」）。
- 警官除內務部警官外，分為京師警察廳警官和地方警察廳警官兩類。
- 京師警察廳警官分總監、督察長、處長、隊長、警正、署長、署佐、分隊長等八級。
- 地方警察廳警官分為廳長、督察長、科員、署員等四級。
- 長警分為巡官、巡長、巡警三級。

### 國民政府時期
- 與北洋政府的畫分及稱呼不同，區分為「警官」及「警士」。
- 1928年警官改為簡任（二等四級）、薦任（二等五級）及委任（三等五級），警士分警長、一等警士、二等警士、三等警士等四級。
- 鐵路警察不稱「警士」，稱「警兵」，分一等巡兵、二等巡兵、三等巡兵等三級。
- 1934年區分為「警官」、「長警」兩類，警官依文官制度分為特任（一級）、簡任（八級）、薦任（十二級）、委任（十六級）四等，長警分警長（三級）及警士（三級）共二等。

以下為民國17年式警官警士階級章:
| 職務序列         |          | 簡任一級 | 簡任二級 | 簡任三級 | 簡任四級 |
| 階級識別（領章） |          |          |          |          |          |
| 職務序列         | 薦任一級 | 薦任二級 | 薦任三級 | 薦任四級 | 薦任五級 |
| 階級識別（領章） |          |          |          |          |          |
| 職務序列         | 委任一級 | 委任二級 | 委任三級 | 委任四級 | 委任五級 |
| 階級識別（領章） |          |          |          |          |          |
| 職務序列         | 警長     | 一等警士 | 二等警士 | 三等警士 |          |
| 階級識別（胸章） |          |          |          |          |          |

- 註：目前中華民國警察人員警察四等特考及格並經遴任後，即授與警佐三階官等官階，警佐四階已成歷史。

依據：陸海空軍軍士官等官階與公務人員對照表、警察人員與一般行政人員及技術人員相互轉任官等官階（職等）及相當俸級之俸額俸點轉敘對照表，警察階級與國軍、海巡、海關官階約略可以下表對照。
2018年4月28日組織調整後，海巡署長由海洋委員會副主任委員兼任（佩階金底二星），原屬中央二級機關層級之署長（佩階金底三星，特任官／二級上將）已成歷史。

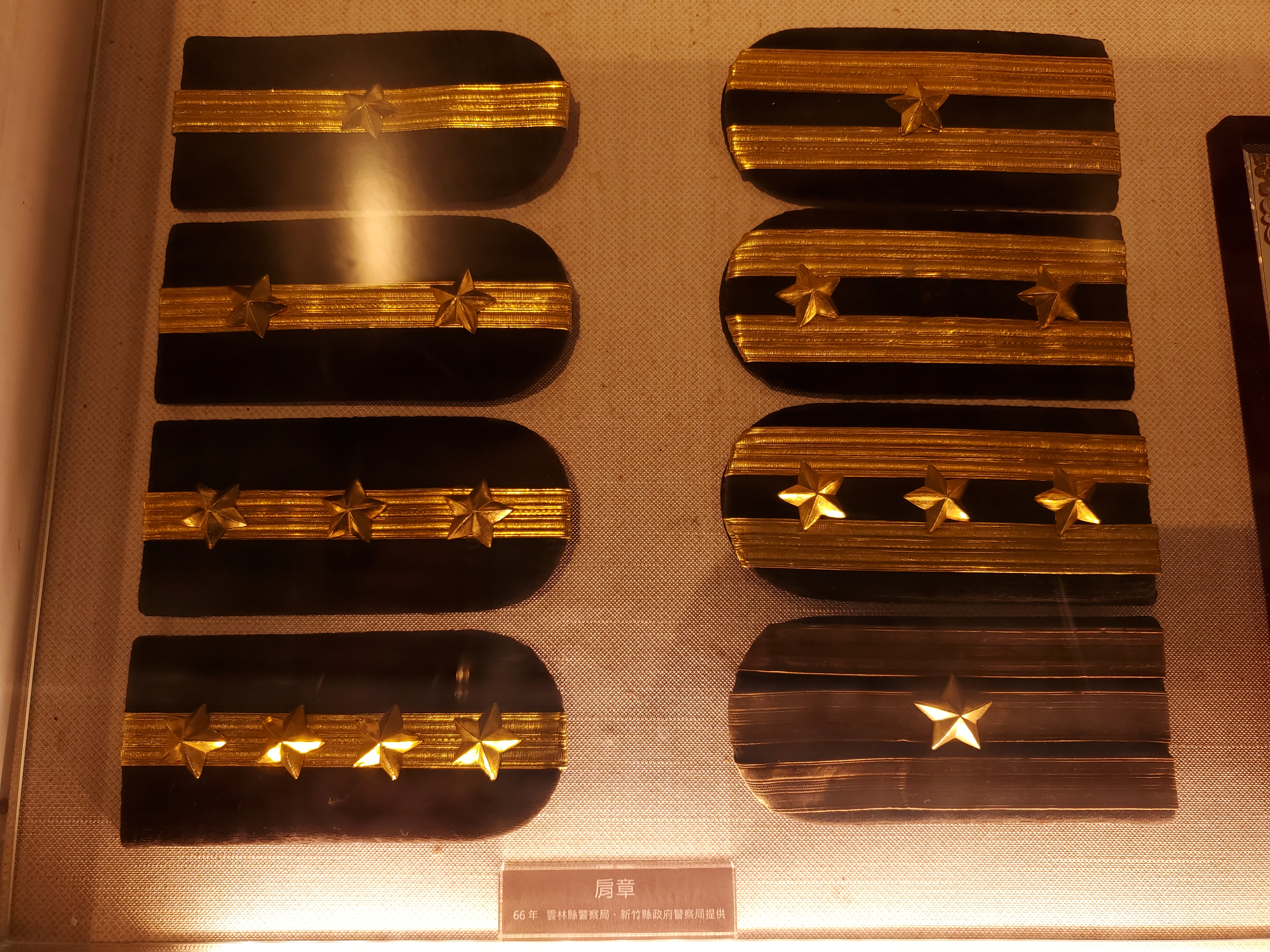
於民國26年（1937年）至66年（1977年）使用的警察肩章，日後海巡署的肩章繼承了該型式

## 槍械及裝備
手槍

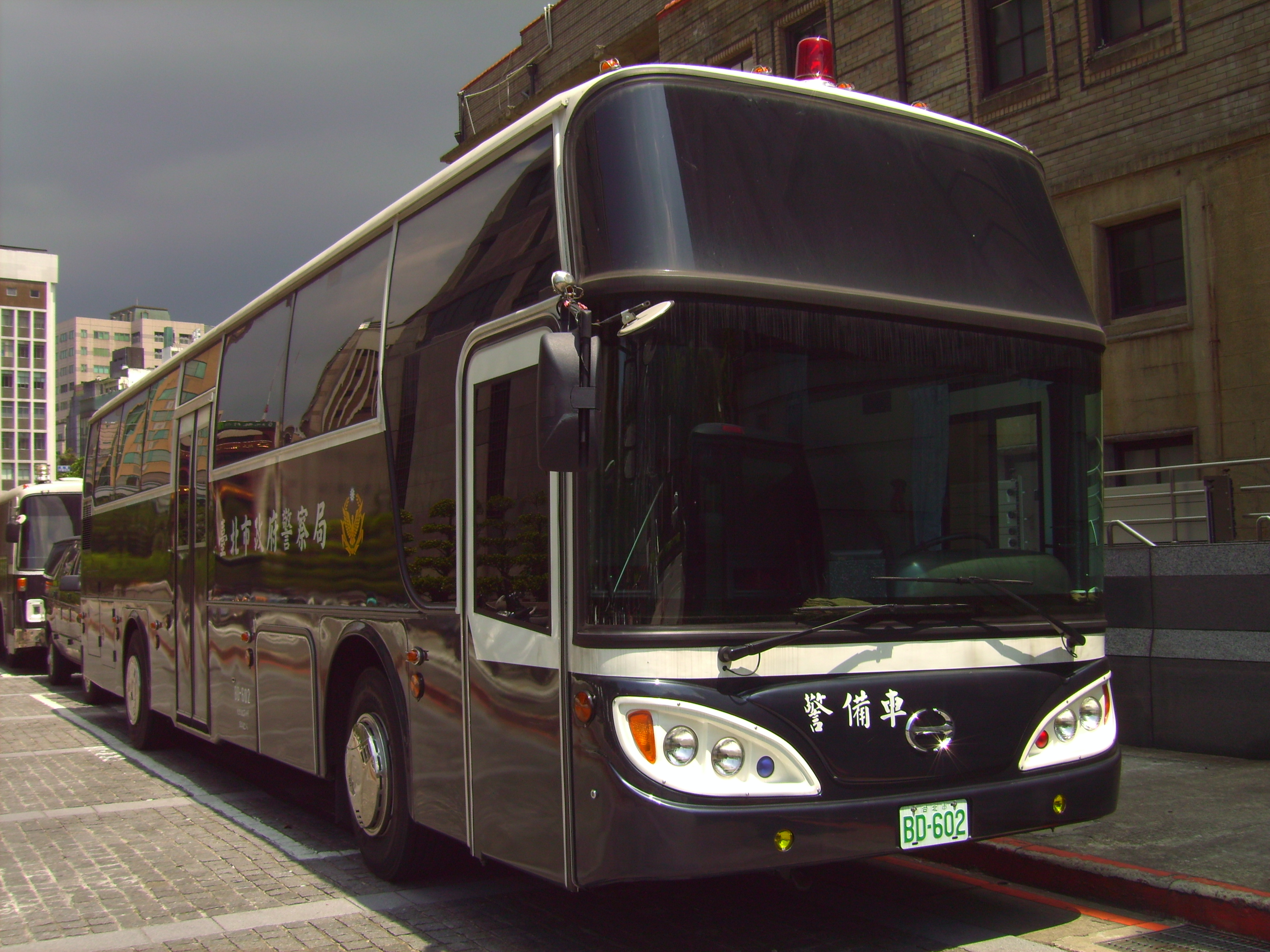
巴士警備車

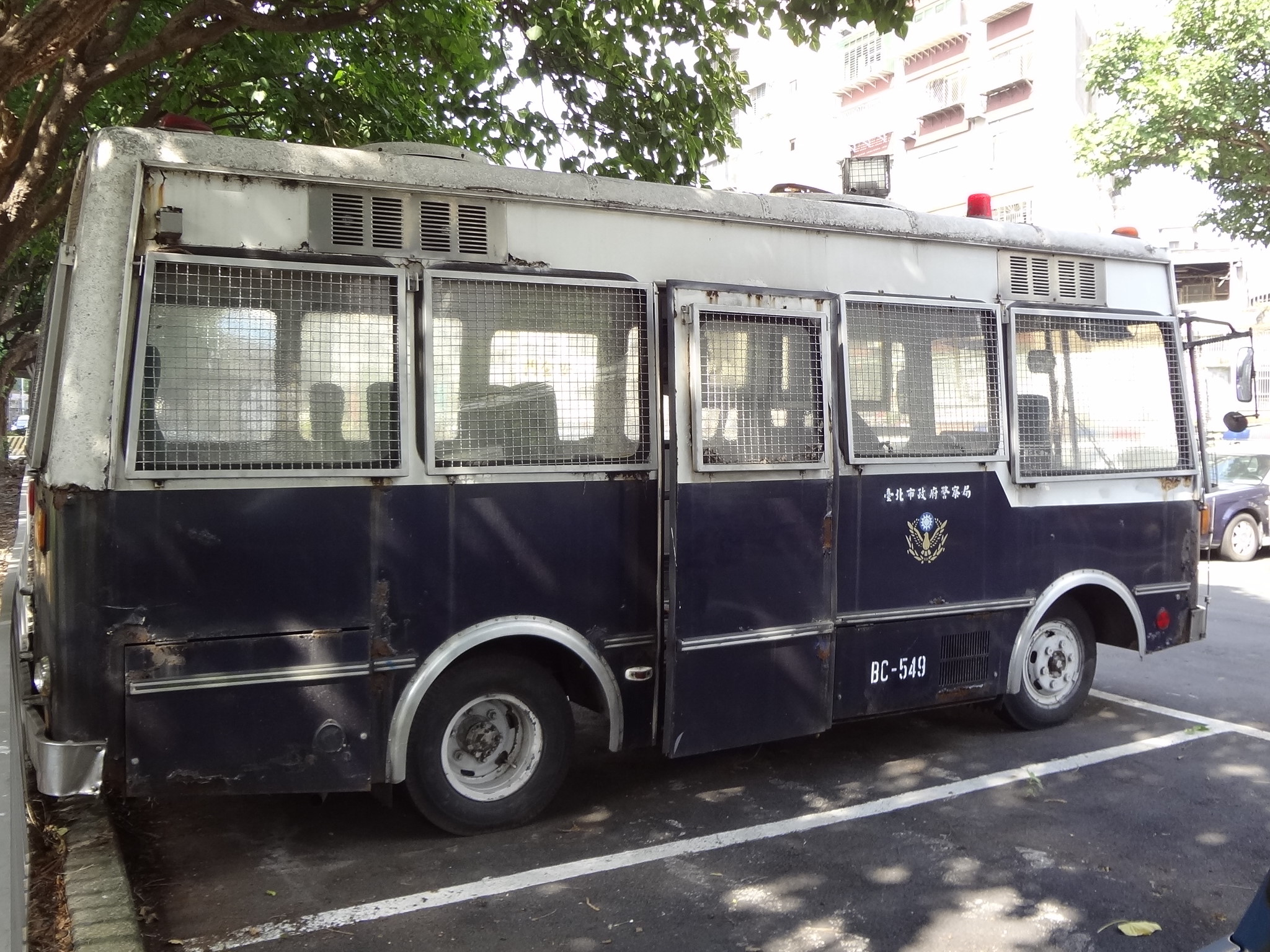
大量囚犯運輸車

- M1911手槍（已除役，由史密斯威森軍警型左輪手槍取代）[22]:10
- 史密斯威森軍警型左輪手槍（已除役，由史密斯威森5904取代）
- 史密斯威森M5904手槍（制服員警，已逐漸汰換為瓦爾特PPQ M2半自動手槍）
- 史密斯威森M6904手槍（便衣員警，已逐漸汰換為瓦爾特PPQ M2半自動手槍）
- 史密斯威森軍警型半自動手槍(M&P9C)（女警及便衣員警，已逐漸汰換為瓦爾特PPQ M2半自動手槍）
- 瓦爾特PPQ半自動手槍 (PPQ M2 NPA)（制服員警，2018年開始配發）[23]
- 貝瑞塔92手槍(M92F)（特種警察或部分刑事人員使用）
- SIG P226半自動手槍(P226)（特種警察或部分刑事人員使用）
- 格洛克17手槍(Glock 17)（特種警察或部分刑事人員使用）
- 格洛克19手槍(Glock 19)（特種警察、刑事人員及女警使用）
- HK USP9（特種警察，或部分刑事人員使用）
- T75手槍少量配發給刑警使用。
- T75手槍滅音型（用於獄政單位，以執行槍決死刑犯的用途為主）

長槍
- 烏茲衝鋒槍
- SWA5衝鋒槍
- HK MP5衝鋒槍
- 前鋒型霰彈槍
- SIG Sauer MCX（維安特勤隊）
- SIG Sauer MPX
- 雷明登870泵動式霰彈槍
- 莫斯伯格590A1霰彈槍
- M4A1卡賓槍
- HK53卡賓槍
- T65突擊步槍（配置於各分局與派出所）
- M16突擊步槍（配置於各分局與派出所）
- SIG SG 551P（維安特勤隊）
- T91S
- SIG SG 516-G2（維安特勤隊）
- 斯泰爾SSG 69狙擊步槍
- SIG SSG 2000狙擊步槍
- SOCOM-MK18 Complete Rifle(Daniel Defence)（除暴特勤隊）[24]

噴水車
噴水車車體設計有如消防車，裝載大量水，利用水柱的強力水壓攻擊指定目標。
裝甲車
- V-150裝甲車

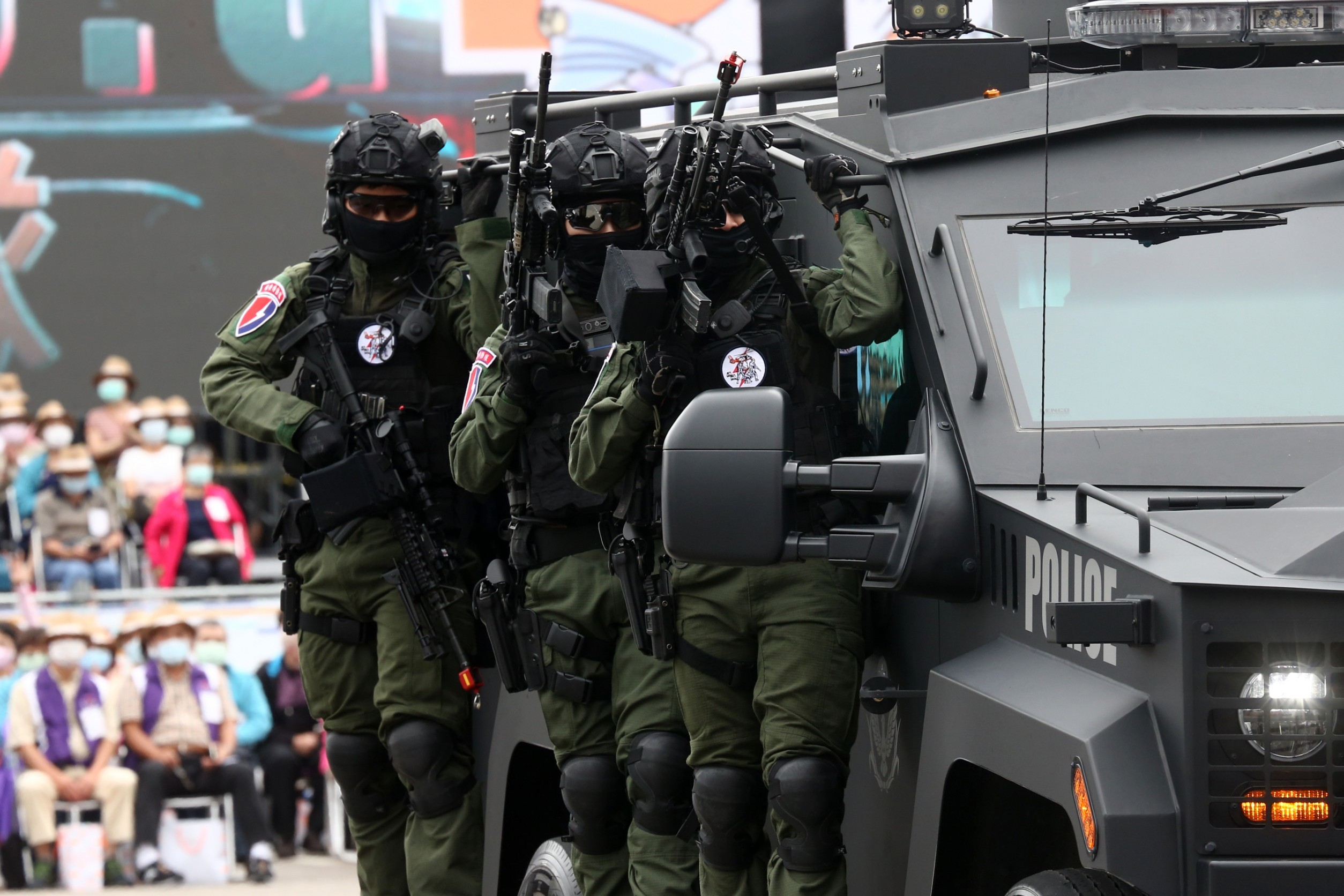
維安特勤隊Lenco BearCat G2警用裝甲車

- 福特F-550搭配MARS系統（英语：Ford Super Duty）（配發維安特勤隊）
- Lenco BearCat G2警用裝甲車（英语：Lenco BearCat）

悍馬車
- M998悍馬車

警棍
- 齊眉棍
- 短棍
- 伸縮警棍（甩棍）

非致命性武器
- 網槍
- 套索器
- 辣椒槍
- 辣椒噴霧器
- 電擊槍
- 電擊棒
- 月牙鏟（鋼叉）
- 鋼夾
- 震撼彈
- 催淚彈

盾牌
- 防彈盾
- 防暴盾
- 防暴臂盾
- 圓盾

其他
- 刺胎器
- 警告牌
- 封鎖線
- 空拍機

## 相关事件

### 争议事件
| 日期                         | 案例机关 (或含职称)                         | 警察姓名(性别) | 事件内容 |
| ---------------------------- | ------------------------------------------- | -------------- | --- |
| 1982年5月7日                 | 内政部警政署刑事警察局肃窃组                | 詹俊荣(男)     | 李师科案办案过程刑求被检举人王迎先，以至於其屈打成招。後王迎先爲明志谎称欲带警方寻找犯案工具及赃款，趁机跳桥坠入新店溪中自杀(一说为警方加工自杀)。 |
| 1982年5月7日                 | 内政部警政署刑事警察局肃窃组                | 谢文昌(男)     | 李师科案办案过程刑求被检举人王迎先，以至於其屈打成招。後王迎先爲明志谎称欲带警方寻找犯案工具及赃款，趁机跳桥坠入新店溪中自杀(一说为警方加工自杀)。 |
| 1982年5月7日                 | 内政部警政署刑事警察局肃窃组                | 洪福川(男)     | 李师科案办案过程刑求被检举人王迎先，以至於其屈打成招。後王迎先爲明志谎称欲带警方寻找犯案工具及赃款，趁机跳桥坠入新店溪中自杀(一说为警方加工自杀)。 |
| 1982年5月7日                 | 内政部警政署刑事警察局肃窃组                | 陈奕煌(男)     | 李师科案办案过程刑求被检举人王迎先，以至於其屈打成招。後王迎先爲明志谎称欲带警方寻找犯案工具及赃款，趁机跳桥坠入新店溪中自杀(一说为警方加工自杀)。 |
| 1982年5月7日                 | 内政部警政署刑事警察局肃窃组                | 周桐明(男)     | 李师科案办案过程刑求被检举人王迎先，以至於其屈打成招。後王迎先爲明志谎称欲带警方寻找犯案工具及赃款，趁机跳桥坠入新店溪中自杀(一说为警方加工自杀)。 |
| 2007年2月11日至2007年8月25日 | 台北县政府警察局中和第一分局安平派出所      | 林大为(男)     | 爲拼绩效，开立不实交通罚单共计34张，并且僞造29人之签名，又在法院审理案件过程中谎称是同事梁嘉政所开单，被判处有期徒刑4年。 |
| 2007年9月1日至2010年6月20日  | 台中县警察局雾峰分局雾峰派出所              | 王明杰(男)     | 为拼绩效换取升官机会，在三年内对5位文盲、不识字及在押受刑人开立不实交通罚单共计39张，且不仅顺利升任巡佐，还因此领得一万多元开单奖励金，被判处有期徒刑2年，缓刑5年，并应向公库支付新台币10万元，褫夺公权2年。 |
| 2008年10月25日               | 台北市政府警察局中正第一分局仁爱路派出所    | 周玉敏(女)     | 於景福门周围驱赶摊商时与摊贩口角，有人问你的上司是谁?周姓女警回答说自己的上级是「中华人民共和国」，遭记过调职。 |
| 2008年11月4日                | 台北市政府警察局北投分局 分局长             | 李汉卿(男)     | 当晚中国国民党荣誉主席连战在国宾饭店设宴招待访问台湾的陈云林，邻近抗议现场的上扬唱片行大声播放《台湾之歌》专辑的第11首曲目《恋恋北回线》，被其率领的警方强力制止，并强行关下店家铁门。事後李汉卿声明是接获音量过大的投诉，并欢迎店家提告。 |
| 2009年4月                    | 台中市政府警察局刑事警察大队 侦查佐         | 廖嘉兴(男)     | 於地下赌场赌博玩推筒仔，一个晚上输赢上千万元，且赌赢钱就私吞、赌输就藉职务之便去抓赌，经时任台中市议员郑功进将侧拍之画面公开而曝光，台中市警察局事後将廖姓员警记两大过免职，并连坐处分主管台中市刑大侦一队队长古胜雄、宋贤顺、林炎田三人。除行政处分外另依赌博罪嫌法办，经法院审理後被判决有罪处以罚金，如易服劳役，以新台币壹仟元折算一日。同案之另一被告张文芳因不服而上诉，仍被台湾高等法院台中分院驳回定谳。 |
| 2010年2月22日                | 高雄市政府警察局交通警察大队                | N/A            | 将一设籍於金门县且不曾到过台湾本岛之机车，却以违规地点在高雄市中山路和镇中路平交道开立逆向行驶罚单。 |
| 2010年6月11日                | 屏东县政府警察局里港分局高树分驻所 副所长   | 王裕隆(男)     | 2005年因查缉毒品而结识了一名染毒女子潘素云，并与其发展出了婚外情，交往5年後，潘女却因为恋上另一名女子江雅敏而向王裕隆提出分手，其心有不甘以球棒以及拔钉器到两女住处，将两女子身上猛击70多下造成死亡，被判处死刑定谳并且已遭枪决。 |
| 2011年6月13日                | 花莲县警察局花莲分局中山派出所              | 郑小林(男)     | 受理宗教因素替代役男杨进胜(社会役84梯，耶和华见证人)涉及伤害案件程序时，拒绝报案人要求开立报案三联单，非属宪兵管辖之刑事案件又欲推卸宪兵单位处理，被惩处在案。 |
| 2011年11月6日                | 台北市政府警察局内湖分局                    | 林信洋(男)     | 处理交通事故询问笔录时，对无法陈述事件经过之被撞伤民众恐吓：「如果对方(肇事者)记得，就用对方说的为准喔」，并且讥讽受害人在台湾无亲人可联系，被惩处在案。 |
| 2013年1月13日                | 新北市政府警察局汐止分局社派出所 所长       | 锺任瑞(男)     | 上班时间外出喝酒，又於酒後回到派出所发酒疯以脏话飙骂下属，连在场做笔录的民衆也遭到飞踹，汐止分局调查後将所长记一小过，并报警局督察室处分。 |
| 2013年3月16日                | 台北市政府警察局内湖分局文德派出所          | N/A            | 以谎称车祸找要求车主出面之方式，要求一名于姓市民将停放在合法停车格内车辆移车。 |
| 2013年5月8日至2013年5月16日  | 臺中市政府警察局豐原分局豐原派出所 警員     | 許哲華(男)     | 因愛慕同單位女警李姿靜，為了解女警之私人生活喜好以利追求，而4度侵入女警住宅。被台灣台中地方法院判處拘役70日，行政懲處則降壹級改敘。 然許姓員警未記取教訓，時隔4年已被調單位後又再度侵入女警黃郁珊寢室偷取內衣、內褲，案發後隨即被記二大過免職，並再度被台灣台中地方法院判處有期徒刑貳年，緩刑伍年，緩刑期間付保護管束。                                                                                          |
| 2017年7月13日至2017年8月8日  | 臺中市政府警察局第五分局四平派出所 警員     | 許哲華(男)     | 因愛慕同單位女警李姿靜，為了解女警之私人生活喜好以利追求，而4度侵入女警住宅。被台灣台中地方法院判處拘役70日，行政懲處則降壹級改敘。 然許姓員警未記取教訓，時隔4年已被調單位後又再度侵入女警黃郁珊寢室偷取內衣、內褲，案發後隨即被記二大過免職，並再度被台灣台中地方法院判處有期徒刑貳年，緩刑伍年，緩刑期間付保護管束。                                                                                          |
| 2013年9月16日                | 台北市政府警察局内湖分局文德派出所 警员     | 吴康宏(男)     | 执勤中将一方姓民众栽赃以「逆向行驶」之由拦下，当事人当场说明交通告示不清楚，但吴姓员警反驳「标志就都在那边违规的都说没看到」，却於事後於填制罚单时将违规行为更改为「机车驾驶人戴安全帽未扣紧帽带」，又於调查过程谎称其「目睹违规情事」，被台湾士林地方法院判决罚单撤销定谳，吴姓员警也因取缔过程不当被惩处在案。                                                                                                 |
| 2014年3月17日                | 台北市政府警察局内湖分局文德派出所 所长     | 张书郎(男)     | 怀疑前女警女友，与立法委员罗淑蕾的助理另结新欢，以人头购买预付卡门号发送恐吓简讯给对方「你碰我的女人，自己看着办！」，连罗淑蕾选区的里长也收到骚扰简讯，事後对恐吓简讯虽矢口否认，但仍遭调职。 |
| 2014年2月16日                | 桃园市政府警察局杨梅分局永安派出所 警员     | 叶骥(男)       | 追捕开车逃逸的通缉犯罗文昌时，对其腿部开3枪制止，不料射穿罗男腿动脉导致大出血死亡。被判处有期徒刑6个月，得易科罚金18万元定谳。 |
| 2014年7月7日                 | 新北市政府警察局三峡分局 警员               | 郑光辉(男)     | 酒後开车撞倒路旁机车，与到场处理之员警询问能否私下和解，引起在场民众不满要求立刻酒测(酒测值高达1.25)，竟还呛在场民众「大不了就是罚钱而已」。经新北地方法院判处有期徒刑3个月，如易科罚金，以新台币1000元折算一日。 |
| 2015年1月22日                | 新北市政府警察局汐止分局社派出所 警员       | 吴得豪(男)     | 执勤中将非行驶中之机车以酒测超标为由开立罚单(员警曾说「他已经『准备要骑』，我看到他才下来的！」等语)，当事人还请员警去摸排气管，员警未理会，只回「不用送法院已经很好了」，查证过程也有瑕疵，因此被法院判定原处分撤销定谳。 |
| 2015年5月6日                 | 新北市政府警察局中和第一分局秀山派出所 警员 | 蔡杰燊(男)     | 假借查案爲由，在进入被害人住处时，强迫发生性关系不成，改为强逼口交。被害周姓女子在案发後3个月搬离住处去报案，督察单位约谈蔡员，蔡男表示是双方两情相悦，警方仍依妨害性自主罪嫌移送法办，被新北市政府警察局中和第一分局记2小过、调职汐止分局。最後全案依利用职务强制性交罪起诉，被台湾台北地方法院判刑4年6个月。                                                                                                   |
| 2015年8月31日                | 台北市政府警察局文山第一分局                | N/A            | 员警骑乘警用机车突然切入车道内侧，以至於後方汽车驾驶人许云晴因安全爲由驶入对向车道闪避(避免撞上该位员警)并且按喇叭示警，但该位员警事後竟反过来以"不依规定驶入来车道"名义报复对该位民衆开单。案件经台北地方法院审理，认爲员警未礼让直行车先行，也没有依照规定在可回转处30公尺前就打方向灯示警，不察觉自己违规在先反而还举发对方，因此判定原处分撤销定谳。                                                         |
| 2015年12月17日               | 内政部警政署保安警察第二总队                | 叶继元(男)     | 自2009年起开始留长发，违反「警察人员仪容礼节及环境内务重点要求事项」规定制服男警不能蓄发、染发、留鬓毛，平均一个月被记3、4支申诫，最多一年36支申诫，功过相抵後仍累计达18支申诫而遭免职，叶姓警员事後提行政诉讼最终遭驳回。 |
| 2017年10月1日                | 台北市政府警察局大安分局新生南路派出所 警员 | 蔡冠纬(男)     | 於台北市基隆高架道路(基隆路四段144巷口上方)取缔酒驾，辨识车牌疏失误植错误车牌号码，以至於居住於云林之陈姓民衆无辜受罚，又因突如其来的9万元罚单家庭失和，当事警员仅回覆：开错了。 |
| 2020年1月26日                | 桃園市政府警察局八德分局大安派出所 警员     | 吳志明(男)     | 於2019冠状病毒病流行期間，並未前往武漢地區，卻開玩笑在Facebook打卡，將自己所在位置標註為位於武漢地區之華南水果批發市場，發表「來這邊帶點好料的回去和大家分享」等文字，以此方式散播有關傳染病流行疫情之不實訊息。全案被依傳染病防治法第63條散播有關傳染病流行疫情之不實訊息罪，處罰金新臺幣20萬元，如易服勞役，以新臺幣1仟元折算1日。                                                                             |

### 因公受伤及殉职
| 日期           | 案例机关 (或含职称)                                      | 警察姓名(性别) | 事件内容 |
| -------------- | -------------------------------------------------------- | -------------- | --- |
| 1967年7月15日  | 任職單位待查                                             | 馮進田(男)     | 締計程車違規時，遭拒檢駕駛鍾帛良開車衝撞導致死亡。 |
| 1984年4月      | 基隆市警察局第三分局八堵分驻所 警员                      | 廖国栋(男)     | 巡逻时遭歹徒袭击，廖国栋遭长刀砍死殉职、薛东城重伤，配枪及警用无线电遭抢。 |
| 1984年4月      | 基隆市警察局第三分局八堵分驻所 警员                      | 薛东城(男)     | 巡逻时遭歹徒袭击，廖国栋遭长刀砍死殉职、薛东城重伤，配枪及警用无线电遭抢。 |
| 1984年11月15日 | 台中县警察局刑事警察大队 队长                            | 洪旭(男)       | 执行「一清专案」围捕枪击要犯林博文时，遭林近距离开枪击中胸口送医不治。 |
| 1985年         | 台湾省政府警务处直属警察大队 警员                        | 李俊贤(男)     | 於海地共和国驻华大使馆岗哨执勤时遭歹徒枪击成重伤，配枪遭抢。 |
| 1985年10月7日  | 台湾省保安警察总队 警员                                  | 林明侯(男)     | 随车护送台湾土地银行长安分行运钞车时遭歹徒持枪击毙，配枪遭抢。 |
| 1985年11月26日 | 新竹市警察局第二分局埔顶派出所 警员                      | 林有福(男)     | 於巡邏途中时遭歹徒持枪击毙，配枪遭抢。 |
| 1985年11月26日 | 新竹市警察局第二分局埔顶派出所 警员                      | 周昆清(男)     | 於巡邏途中时遭歹徒持枪击毙，配枪遭抢。 |
| 1985年11月29日 | 台北市政府警察局松北分局 警员                            | 萧益胜(男)     | 於民生社区守望相助岗亭执勤时遭歹徒持枪击毙，配枪遭抢。 |
| 1989年2月2日   | 台湾省公路警察大队 警员                                  | 潘清郎(男)     | 於盘查违规车辆时遭歹徒刘福顺、蔡志林等人持枪击毙，配枪遭抢。 |
| 1990年11月8日  | 台北市政府警察局万华分局桂林路派出所 警员                | 詹炳立(男)     | 於值班时遭歹徒陈辉华(绰号阿猫，因不满遭提报流氓而朝万华分局开枪泄愤)开枪击中头部送医不治。 |
| 1990年11月13日 | 台北市政府警察局城中分局警备队 警员                      | 朱骐骅(男)     | 於台北市济南路、林森南路口执行路检盘查时遭歹徒李立中持枪击毙。 |
| 1990年11月13日 | 台北市政府警察局城中分局警备队 警员                      | 吴进宏(男)     | 於台北市济南路、林森南路口执行路检盘查时遭歹徒李立中持枪击毙。 |
| 1990年11月27日 | 台中市警察局刑事警察大队 小队长 (自保安警察第四总队借调) | 詹启三(男)     | 在台中市大诚街带员警缉捕枪击要犯陈志平时，被陈志平持枪射杀殉职。 |
| 1992年4月10日  | 台北市政府警察局刑事警察大队 侦查员                      | 李富星(男)     | 执行「猎龙专案」，於台北市朱仑街一带查探线索时，遭枪击要犯陈新发枪杀殉职。 |
| 1992年4月28日  | 保安警察第一总队派驻刑事警察局防爆小组 队员              | 杨季章(男)     | 1992年台北麦当劳爆炸案处理放置於厕所天花板炸弹时，双手被炸断，立刻被送往长庚纪念医院急救後仍然不幸殉职。1999年2月杨季章的父亲杨文光向当时的内政部长黄主文请求让杨季章入祀忠烈祠，同年3月29日，入祀忠烈祠，此为首度有警察入祀忠烈祠。 |
| 1997年3月4日   | 台湾省公路警察大队新竹分队                               | 萧秀雄(男)     | 於执行肃窃勤务时查获赃车，於押解人犯时遭歹徒持预藏枪枝击毙。 |
| 1997年8月19日  | 台北市政府警察局中山分局建国派出所 警员                  | 曹立民(男)     | 在台北市五常街53巷、龙江路328巷附近追查白晓燕命案嫌犯林春生和高天民，遭二嫌持手枪和乌兹冲锋枪拒捕，曹立民殉职、黄庆财、王文斌受伤。 |
| 1997年8月19日  | 台北市政府警察局中山分局建国派出所 警员                  | 黄庆财(男)     | 在台北市五常街53巷、龙江路328巷附近追查白晓燕命案嫌犯林春生和高天民，遭二嫌持手枪和乌兹冲锋枪拒捕，曹立民殉职、黄庆财、王文斌受伤。 |
| 1997年8月19日  | 台北市政府警察局中山分局建国派出所 警员                  | 王文斌(男)     | 在台北市五常街53巷、龙江路328巷附近追查白晓燕命案嫌犯林春生和高天民，遭二嫌持手枪和乌兹冲锋枪拒捕，曹立民殉职、黄庆财、王文斌受伤。 |
| 1997年10月9日  | 台北县政府警察局刑事警察大队 小队长、侦查员              | 林安顺(男)     | 在台北县中和市查缉毒品嫌犯陈达民与李得阳时，遭二嫌持手枪拒捕，林安顺殉职、许、李受伤。 |
| 1997年10月9日  | 台北县政府警察局刑事警察大队 小队长、侦查员              | 许振发(男)     | 在台北县中和市查缉毒品嫌犯陈达民与李得阳时，遭二嫌持手枪拒捕，林安顺殉职、许、李受伤。 |
| 1997年10月9日  | 台北县政府警察局刑事警察大队 小队长、侦查员              | 李仁和(男)     | 在台北县中和市查缉毒品嫌犯陈达民与李得阳时，遭二嫌持手枪拒捕，林安顺殉职、许、李受伤。 |
| 2000年9月1日   | 桃园县警察局大园分局新坡派出所。 警员                    | 范姜群国(男)   | 於深夜执行巡逻勤务时盘查可疑车辆，遭歹徒萧新财等人持霰弹枪射击，范姜群国当场死亡，张绍科重伤。 |
| 2000年9月1日   | 桃园县警察局大园分局新坡派出所。 警员                    | 张绍科(男)     | 於深夜执行巡逻勤务时盘查可疑车辆，遭歹徒萧新财等人持霰弹枪射击，范姜群国当场死亡，张绍科重伤。 |
| 2004年4月15日  | 花莲县警察局花莲分局美仑派出所 警员                      | 柯文峰(男)     | 柯文峰支援围捕因毒品己窃盗案之通缉犯王振鸿，拔枪时未打开保险钮，反遭对方连开两枪打中左肩贯穿胸腹及右手当场殉职，另一名员警林明义也在围捕过程中受伤。 |
| 2004年4月15日  | 花莲县警察局花莲分局美仑派出所 警员                      | 林明义(男)     | 柯文峰支援围捕因毒品己窃盗案之通缉犯王振鸿，拔枪时未打开保险钮，反遭对方连开两枪打中左肩贯穿胸腹及右手当场殉职，另一名员警林明义也在围捕过程中受伤。 |
| 2005年4月10日  | 台北县政府警察局汐止分局横科派出所 警员                  | 洪重男(男)     | 汐止杀警夺枪案，在汐止市农会(現汐止區農會)白云办事处後门、横科路4巷的巡逻箱签到时，被尾随的王柏忠、王柏英兄弟分持蓝波刀自後方砍刺，一人持刀猛砍张大皞颈部，另一人从後左手勒颈、右手猛刺洪重男胸膛，造成洪重男当场殉职，张大皞受重伤。 |
| 2005年4月10日  | 台北县政府警察局汐止分局横科派出所 警员                  | 张大皞(男)     | 汐止杀警夺枪案，在汐止市农会(現汐止區農會)白云办事处後门、横科路4巷的巡逻箱签到时，被尾随的王柏忠、王柏英兄弟分持蓝波刀自後方砍刺，一人持刀猛砍张大皞颈部，另一人从後左手勒颈、右手猛刺洪重男胸膛，造成洪重男当场殉职，张大皞受重伤。 |
| 2008年12月9日  | 彰化县警察局彰化分局民族路派出所 警员                    | 陈国钦(男)     | 处理酒醉纠纷，被歹徒夺走警枪，混乱中歹徒曾智勇开枪打中员警，子弹贯穿员警胸部，当场殉职。2015年6月入祀彰化县忠烈祠。 |
| 2009年11月9日  | 台北市政府警察局中山分局大直派出所 警员                  | 赖智彦(男)     | 独自一人押解通缉犯戴伟华时(涉及违反要塞堡垒法)，因另外一名员警郑敏弘未对犯人搜身及上铐，在警车到派出所时突遭犯人预藏之刀械刺杀17刀，经救护车送往马偕纪念医院(台北院区)急救仍然不幸殉职。 |
| 2012年4月12日  | 台南市政府警察局白河分局偵查隊 刑事小隊長                | 林宏星(男)     | 執行查緝工作時遭毒犯開槍擊中殉職，林宏星在查緝行動中中槍倒地，被同僚拉離現場的過程中，還不忘拔槍還擊，最後傷重不治，林宏星與另3名員警上午前往官田區一處集合式出租套房民宅，準備對毒品通緝犯李國麟執行搜索時，遭李國麟隔著房門開槍擊中左胸，送醫後不治。 |
| 2016年7月16日  | 新北市政府警察局芦洲分局交通分队 警员                    | 陈昭宏(男)     | 於台65线快速道路执行勤务时，遭酒驾女子陈以恩开车冲撞，造成双腿粉碎性骨折，右小腿截肢。 |
| 2016年11月2日  | 桃园市政府警察局龟山分局大埔派出所 警员                  | 陈明慧(女)     | 与同事涂毓修驾驶警车追捕酒驾男子刘水生时，失控撞上路树，导致颅内出血急救2天後仍宣告不治。 |
| 2017年8月7日   | 內政部警政署國道公路警察局第六公路警察大隊竹林分隊 警员  | 陳啟瑞(男)     | 當時正在處理車輛拋錨事件，不幸遭後方一輛拖板車高速追撞後搶救不治。由於祂的戒護，保護了當時拋錨車輛內的6人，死前仍握著無線電。 |
| 2018年4月23日  | 內政部警政署國道公路警察局第四公路警察大隊新市分隊 警员  | 郭振雄(男)     | 兩名員警清晨4時34分執行巡邏勤務，在國道一號南下台南麻豆路段(南下308公里)攔查違規佔用中線車道大貨車，與大貨車駕駛共3人站在路肩警車後方處理罰單時，突然遭行駛於外線車道的一輛大貨車撞擊，2名員警當場殉職，違規遭攔查的蕭姓司機也閃避不及當場死亡。 |
| 2018年4月23日  | 內政部警政署國道公路警察局第四公路警察大隊新市分隊 警员  | 葉家豪(男)     | 兩名員警清晨4時34分執行巡邏勤務，在國道一號南下台南麻豆路段(南下308公里)攔查違規佔用中線車道大貨車，與大貨車駕駛共3人站在路肩警車後方處理罰單時，突然遭行駛於外線車道的一輛大貨車撞擊，2名員警當場殉職，違規遭攔查的蕭姓司機也閃避不及當場死亡。 |
| 2018年11月23日 | 內政部警政署國道公路警察局第二公路警察大隊楊梅分隊 警员  | 王黃冠鈞(男)   | 前往國道一號南下湖口路段處理故障車輛，但在其中一名員警下車擺放三角錐時，後方一部汽車卻高速追撞警車，波及車內兩名員警。 |
| 2019年7月3日   | 内政部警政署铁路警察局高雄分局嘉義派出所 警员            | 李承翰(男)     | 在台鐵嘉義車站152次自強號列車上處理補票糾紛時，遭情緒不穩的鄭姓男子持刀刺傷，送醫救治後仍於隔日宣告不治。 |
| 2019年8月29日  | 新北市政府警察局汐止分局汐止派出所 警员                  | 薛定岳(男)     | 執勤中遇施用第三級毒品氯胺酮(俗稱K他命)且違規紅燈左轉之男子王耀德，上前盤查時王男驅車逃逸。薛定岳在騎乘警用機車追緝過程意外撞上分隔島受有頭部外傷併頭骨骨折、雙上肢擦、挫傷等傷害，送往汐止國泰醫院急救，延至同日18時18分，因中樞神經性休克宣告不治死亡。 |
| 2022年8月22日  | 臺南市政府警察局第二分局民權派出所 警员                  | 凃明誠(男)     | 曹瑞傑、凃明誠追查一起機車竊案，凃員在臺南市安南區北汕尾三路獨自找到嫌犯林信吾後與之對峙，並向林嫌噴辣椒水試圖壓制，不料林嫌因眼睛劇痛發狂揮刀，過程中凃員依法鳴槍警告、仍在試圖壓制，此舉卻使林嫌怒火更盛，當場揮刀割喉刺殺、致使凃員當場殉職。事後，在巡邏的曹員發現凃員時，當機立斷駕車要衝撞林嫌，林嫌立即連開4槍，警車因此失控衝入一旁草叢，隨後曹員不敵林嫌、當場殉職。兩員警分別送永康奇美醫院與安南醫院，搶救後仍宣告不治，配槍遭搶。 |
| 2022年8月22日  | 臺南市政府警察局第二分局民權派出所 警员                  | 曹瑞傑(男)     | 曹瑞傑、凃明誠追查一起機車竊案，凃員在臺南市安南區北汕尾三路獨自找到嫌犯林信吾後與之對峙，並向林嫌噴辣椒水試圖壓制，不料林嫌因眼睛劇痛發狂揮刀，過程中凃員依法鳴槍警告、仍在試圖壓制，此舉卻使林嫌怒火更盛，當場揮刀割喉刺殺、致使凃員當場殉職。事後，在巡邏的曹員發現凃員時，當機立斷駕車要衝撞林嫌，林嫌立即連開4槍，警車因此失控衝入一旁草叢，隨後曹員不敵林嫌、當場殉職。兩員警分別送永康奇美醫院與安南醫院，搶救後仍宣告不治，配槍遭搶。 |
| 2024年3月1日   | 基隆市警察局第三分局八堵分駐所 警员                      | 蘇昱鴻(男)     | 蘇昱鴻在值班時，被簡姓犯嫌駕駛偷來的自小貨車衝撞，蘇員被推撞至牆邊，當場頭破血流，另波及女警廖訢恬。簡姓犯嫌肇事後棄車逃逸，逃至暖暖平交道被迎面駛來的區間車撞上，不治身亡。兩警皆送往基隆長庚醫院救治，蘇員因傷勢過重到院前已無呼吸心跳，搶救後仍宣告不治；廖員左腿及右額頭有擦挫傷，經包紮後已無大礙。 |
| 2024年3月1日   | 基隆市警察局第三分局八堵分駐所 警员                      | 廖訢恬(女)     | 蘇昱鴻在值班時，被簡姓犯嫌駕駛偷來的自小貨車衝撞，蘇員被推撞至牆邊，當場頭破血流，另波及女警廖訢恬。簡姓犯嫌肇事後棄車逃逸，逃至暖暖平交道被迎面駛來的區間車撞上，不治身亡。兩警皆送往基隆長庚醫院救治，蘇員因傷勢過重到院前已無呼吸心跳，搶救後仍宣告不治；廖員左腿及右額頭有擦挫傷，經包紮後已無大礙。 |
| 2024年7月13日  | 新北市政府警察局三重分局厚德派出所 警員                  | 黃瑋震(男)     | 於凌晨執行巡邏勤務途中，在路口等紅燈時，遭到吸食依托咪酯（俗稱喪屍煙彈）的黃姓駕駛駕駛賓士車衝撞，黃員於送醫後失去生命跡象，經搶救後仍宣告不治。 |
| 2024年9月30日  | 新北市政府警察局土城分局清水派出所 所長                  | 劉宗鑫(男)     | 於深夜在土城攔查形跡可疑的違停車輛時，駕駛陳嘉瑩先假意配合，後加速逃逸，劉員緊抓方向盤不放，陳女為擺脫劉員，駕車拖行劉員衝撞路邊護欄，劉員倒地當場失去呼吸心跳，送醫後仍然不治。 |

## 議題

### 取締交通違規爭議
舉發交通違規分為逕行舉發、當場舉發、職權舉發、肇事舉發及民眾檢舉舉發等方式，長久以來因部份警察人員之素質不佳因素其衍生不同之爭議，更曾經在一年內高達11.77%比例之取締案件爲無效案件。
- 逕行舉發：違規行爲若當場不宜或不能當場攔截舉發，得依據道路交通管理處罰條例第七條之二之規定以科學儀器取證後舉發。其可能發生之爭議在於負責承辦之警察對於取證之車牌號碼、車型、顏色未經詳查後張冠李戴，將舉發單開立給他人[98]；逕行舉發之要件需符合不宜或不能當場攔截舉發，故在允許當場舉發之情況下警察人員卻以逕行舉發方式取締，即屬違法。[99]
- 當場舉發：警察發現違規行爲得當場將行爲人攔下，並依照所違反之法條進行舉發。但依據道路交通管理處罰條例第7條第1項舉發之法條設計缺陷，執勤警察對於所舉發之內容不需負舉證之責任，以至於時常衍生警察所指控行爲人之違規行爲可能與事實不符、違規內容有爭議、修改違規內容(修改爲罰緩金額較低之違規行爲)[100]、引用錯誤法條。然而衍生爭議要求舉發單位(警察)說明或是提出證據時，警察單位一貫以固定之理由拒絕承認可能之錯誤[101]：
  - 警察與行爲人間素無怨對，當無須取締未違規案件徒增糾紛之必要；
  - 違規狀態稍縱即逝，若公務員一切行政行為均需預留證據，國家行政勢必窒礙難行；
  - 基於公務員為公法上行為具有公信力之原則，該行政行為當可被推定為真正；
  - 警察經專業訓練，對於職務上事項之觀察程度自遠較一般人更為專注，自無誤判之可能

各縣市政府交通事件裁決單位，對於警察所取締案件之事後調查，僅會以去函方式詢問原取締警察過程後，就以警察之單一說詞裁決，甚至在未經調查情況下做出裁決，被取締民衆爲怕麻煩多選擇自認倒楣，若選擇行政訴訟一途徑，多半情況下警察又可同時身兼證人，若取締有誤，該警察將遭議處，自無法陳述客觀的事實。2007年台北市一陳姓女子因對於台北市政府警察局大安分局羅斯福路派出所警員林欣恆取締內容認為不當而提出訴訟，案件最後由台灣高等法院裁決開交通罰單須舉證，對於臺灣高等法院的裁定，警政署交通組組長何國榮表示尊重，但強調這只是個案，在司法院沒有做出統一解釋前，警方現行取締交通違規的模式不會改變。
- 職權舉發：依據違反道路交通管理事件統一裁罰基準及處理細則第6條第2項規定辦理，但職權舉發之存在合法性具有爭議。違反道路交通管理事件統一裁罰基準及處理細則之母法為道路交通管理處罰條例第92條第4項，其內容自不得逾越母法規定意旨，而立法者在母法僅規定當場舉發及逕行舉發兩種方式，除此二種舉發方式外，並無第三種法定舉發方式。[106][107]

### 違法臨檢、盤查
根據《警察勤務條例》第11條第3款，臨檢指的是「於公共場所或指定處所、路段，由服勤人員擔任臨場檢查或路檢，執行取締、盤查及有關法令賦予之勤務。」
在實務上，警察對某些人進行盤查、臨檢，往往是依據自己直覺，即便這些直覺可能源自警察實務工作累積，甚至會用「正義」合理化此行為，卻不見得能符合法律上的「合理懷疑」，合理懷疑則須有「客觀事實」做為判斷。

#### 釋字第535號解釋文
1998年1月晚上9點，一位李姓民眾獨自行經士林重陽橋，而被在此處執行道路臨檢勤務的員警盤查，要求出示身分證件，李以未帶為由拒絕出示任何證件，員警自其衣褲外盤檢物品，李因此辱罵員警，最後被以「侮辱公署罪」起訴，並處以拘役。

李先生對此不服氣，認為《警察勤務條例》臨檢規定侵害《憲法》第8條人身自由，告上法院，法院救濟未果，而聲請大法官釋憲，因而催生釋字第535號解釋。
釋字第535號解釋認為，「臨檢也會侵害人權，應有法源依據。」，警察勤務條例的臨檢規定有欠完備。2003年，立法院通過《警察勤務條例》，明定臨檢的要件、程序及救濟。

《警察職權行使法》第4條規定：「警察行使職權時，應著制服或出示證件表明身分，並應告知事由。警察未依前項規定行使職權者，人民得拒絕之。」第6條明定盤查的發動要件，其中包含「合理懷疑」、「有事實足認」與犯罪有關，因此警察不能單憑長相或個人好惡即發動盤查。原則也僅能對人民之身體、場所、交通工具、公共場所為目視搜尋，限於觀察外觀（一目瞭然原則），若要檢查，除法律另有規定，就需要受檢者同意。
即便如此，在警職法通過後，仍時常發生違法臨檢爭議，像是2013年平頭律師遭警盤查、2017年客委會主委李永得穿夾腳拖遭攔查、2021年中壢警盤查音樂老師等。

### 用槍時機
警察執行勤務時用槍之法源依據爲警械使用條例。由於司法單位（法院）與基層警察對於法條認知不一致，以至於不時因使用槍械被指控執法過當，或因開槍後造成傷亡，警察自身訴訟纏身。

### 退休年齡
警察之平均死亡年齡爲69.76歲(2012年至2017年)，相較內政部統計年報公布「年齡別死亡數」，同期50歲以上國民平均死亡年齡75.84歲（少6.08年），其工作性質又具高度危險性，依據原"75制"規範任職滿25年資歷，而且年齡50歲以上就可以領月退，但政府年金改革認為警消也是屬於公務員體系，退休年齡應該一視同仁，比照一般公務員逐漸改為"85制"，引發基層警察反彈。

## 警察之友會
警察之友會簡稱警友會，是依據人民團體法向內政部申請設立之社會團體，並非政府機構或警察機關。依據中華民國警察之友總會組織章程第2條明定其組織宗旨：「本會為依法設立非以營利為目的之社會團體，以協同防範犯罪，促進警民合作，擴大安全宣導，維護治安功能為宗旨。」警友會的會員如果在車輛上擋風玻璃貼有該警友會識別證件貼紙時，如有隨意亂停放車或破壞團體榮譽形象，理論上仍必須受到交通治安法規的處罰。

## 說明及文獻

### 說明
1. ↑  海洋型警察制度也就是英美警察制度，警察多只負責治安、交通工作。
2. 1 2 3 4  现新北市政府警察局。
3. 1 2 3  2016年10月25日中和第一分局与中和第二分局合并为中和分局。
4. 1 2 3  现台中市政府警察局。
5. 1 2 3  資料出處未公開當事警察姓名。
6. 1 2  事件报道日期。
7. ↑  原名蔡柏威，於2016年1月18日更名，被移送法办後，调职新北市政府警察局汐止分局东山派出所。
8. ↑  现台北市政府警察局松山分局。
9. ↑  现台北市政府警察局中正第一分局。
10. ↑  现新北市中和區
11. ↑  现桃园市政府警察局。

### 出處
1. ↑  .   [2023-02-21]. （原始内容存档于2024-02-27）.
2. ↑  . 2002-06-12  [2022-01-04]. （原始内容 (網站)存档于2022-03-08） （中文（臺灣））.
3. ↑  .   [2017-10-14]. （原始内容存档于2007-10-20）.
4. ↑  林志恆. . 台北: 天下文化. 1998: 223. ISBN 957-621-510-2. （原始内容存档于2020-05-07）.
5. ↑  羅炳綿. . 食貨月刊 (臺北: 食貨月刊社). 1980年11月, 10 (8).
6. ↑  朱源葆.  (PDF). 警察考試達人朱源葆博士.   [2022-04-01]. （原始内容 (PDF)存档于2012-12-24）.
7. ↑  .   [2014-05-02]. （原始内容存档于2022-01-04）.
8. ↑  法警管理辦法全國法規資料庫.
9. ↑  .   [2024-06-07]. （原始内容存档于2024-06-07）.
10. ↑  政府公報第111號所規定旗式，旗桿位於旗幟右方、五色五芒星之白色星芒位於近旗桿側
11. ↑  政府公報第213號「教令第6號(1912年11月29日)
12. ↑   國史館收藏「國民政府檔案---警察旗式制定卷」
13. ↑  內政部訓令. . 南京: 中華民國國民政府公報. 1947年10月2日: 頁5–6  [2014年3月3日]. （原始内容存档于2021年1月12日）.
14. ↑  1974年7月23日臺內警字第584345號函頒「警察旗製用辦法」即為現行警察旗圖式
15. ↑  [緣起與發展沿革 https://www.cga.gov.tw/GipOpen/wSite/ct?xItem=84702&ctNode=7792&mp=9997/ （页面存档备份，存于） ]
16. ↑  [警徽警旗製用辦法 https://law.moj.gov.tw/LawClass/LawHistory.aspx?pcode=D0080055 （页面存档备份，存于） ]
17. ↑  記者劉濱銓. . 自由時報. 2019-05-02  [2019-05-02]. （原始内容存档于2021-01-12） （中文（臺灣））.
18. ↑  .   [2019-06-07]. （原始内容存档于2019-09-09）.
19. ↑  .   [2019-06-07]. （原始内容存档于2009-07-11）.
20. ↑  . slideserve.com. 新竹市警察局少年警察隊. 2014-09-30  [2023-10-05]. （原始内容存档于2023-10-14）.
21. ↑  . 全國法規資料庫. 2004-09-29  [2023-10-05]. （原始内容存档于2023-10-14） （中文（臺灣））.
22. ↑   (PDF). 高雄市議會公報 第6卷第1期 第1屆第5次定期大會第8次會議.   [2013-04-11]. （原始内容存档 (PDF)于2021-07-04） （Chinese (Taiwan)）.
23. ↑  呂炯昌. . NOWnews今日新聞. 2018-12-10  [2021-09-10]. （原始内容存档于2021-09-10）.
24. ↑  蘇仲泓. . 風傳媒. 2021-02-19  [2021-09-10]. （原始内容存档于2022-03-30）.
25. ↑  . 东森新闻云. 2009-06-10  [2017-01-06]. （原始内容存档于2017-01-06） （中文（臺灣））.
26. ↑  .   [2017-01-06]. （原始内容存档于2019-02-21）.
27. ↑  . 苹果日报. 2014-05-06  [2017-01-06]. （原始内容存档于2017-01-06） （中文（臺灣））.
28. ↑  .   [2017-01-06]. （原始内容存档于2021-01-16）.
29. ↑  . 自由时报. 2008-10-27  [2017-01-06]. （原始内容存档于2021-01-12） （中文（臺灣））.
30. ↑  .   [2017-01-07]. （原始内容存档于2008-11-08）.
31. ↑  三立：禁止"台湾之歌"播放 现场民众抗议
32. ↑  .   [2017-01-07]. （原始内容存档于2014-03-07）.
33. ↑  .   [2017-01-07]. （原始内容存档于2008-12-10）.
34. ↑  台湾台中地方法院刑事判决 100年度易字第1458号
35. ↑  台湾高等法院台中分院 101年上易字74号
36. ↑  . 苹果日报. 2010-06-18  [2017-01-06]. （原始内容存档于2017-01-03） （中文（臺灣））.
37. ↑  . 今日新闻网. 2010-03-14  [2017-02-14]. （原始内容存档于2017-02-15） （中文（臺灣））.
38. ↑  . TVBS. 2015-06-05  [2017-01-06]. （原始内容存档于2016-12-20） （中文（臺灣））.
39. ↑  最高法院100年台上字第6851号刑事判决
40. ↑  花莲县警察局花莲分局100.7.14花市警督字第1000018174号书函
41. ↑  台北市政府警察局内湖分局督察组 101.03.16北市警内督字第10130510700号函
42. ↑  . 苹果日报. 2013-01-16  [2017-01-14]. （原始内容存档于2017-01-16） （中文（臺灣））.
43. ↑  陈元平、高嘉甫. . TVBS. 2013-03-23  [2017-01-06]. （原始内容存档于2016-12-20） （中文（臺灣））.
44. ↑  臺灣臺中地方法院102年度易字第2512號刑事判決
45. ↑  公務員懲戒委員會議決書103年度鑑字第12707號
46. ↑  臺灣臺中地方法院106年度易字第3930號刑事判決
47. ↑  許淑惠. . 蘋果日報. 2017-10-19  [2019-04-14]. （原始内容存档于2020-03-26） （中文（臺灣））.
48. ↑  .   [2017-09-15]. （原始内容存档于2021-01-12）.
49. ↑  .   [2017-02-06]. （原始内容存档于2021-01-12）.
50. ↑  .   [2017-02-06]. （原始内容存档于2021-01-12）.
51. ↑  . 三立新闻网. 2014-03-17  [2017-01-11]. （原始内容存档于2021-01-12） （中文（臺灣））.
52. ↑  . 蘋果日報. 2014-11-01  [2018-07-17]. （原始内容存档于2020-03-26） （中文（臺灣））.
53. ↑  .   [2016-04-30]. （原始内容存档于2017-01-05）.
54. ↑  最高法院104年台上字第3901号刑事判决
55. ↑  .   [2017-01-17]. （原始内容存档于2021-01-12）.
56. ↑  台湾新北地方法院 103年交简字第5070号刑事判决
57. ↑  .   [2017-01-06]. （原始内容存档于2019-02-21）.
58. ↑  张文川、徐圣伦. . 自由时报. 2017-08-15  [2017-10-26]. （原始内容存档于2017-10-26） （中文（繁體））.
59. ↑  台湾台北地方法院105年度原侵诉字第2号刑事判决
60. ↑  臺灣高等法院106年度原侵上訴字第20號刑事判決
61. ↑  台湾台北地方法院105年交字第66号行政判决
62. ↑  黄欣柏. . 自由时报. 2017-01-17  [2017-02-19]. （原始内容存档于2020-03-26） （中文（臺灣））.
63. ↑  . 苹果日报. 2015-12-17  [2017-01-30]. （原始内容存档于2017-10-09） （中文（臺灣））.
64. ↑  最高行政法院106年度裁字第213号行政裁定
65. ↑  . TVBS. 2017-11-03  [2017-11-03]. （原始内容存档于2021-01-12） （中文（臺灣））.
66. ↑   （中文（臺灣））.
67. ↑  最高法院61年台上字第4074号刑事判决
68. ↑  . 中央警察大學.   [2022-04-03].[]
69. 1 2 3 4 5  . 中时电子报. 2010-10-16  [2018-01-23]. （原始内容存档于2021-01-12） （中文（臺灣））.
70. ↑  . 华视新闻. 2011-02-24  [2018-01-28]. （原始内容存档于2021-01-13） （中文（臺灣））.
71. ↑  . 台视新闻. 1989-02-05  [2018-01-29]. （原始内容存档于2020-11-12）.
72. ↑  最高行政法院97年度判字第617號行政判決
73. ↑  . 台视新闻. 1990-11-08  [2018-01-29]. （原始内容存档于2020-11-12）.
74. ↑  . 桂林路派出所. 2014-10-23  [2018-01-28]. （原始内容存档于2021-01-12）.
75. ↑  .   [2018-01-29]. （原始内容存档于2020-11-12）.
76. ↑  .   [2018-01-28]. （原始内容存档于2015-04-03）.
77. ↑  . 自由时报. 2004-06-26  [2017-01-14]. （原始内容存档于2021-01-12） （中文（臺灣））.
78. ↑  . 政风新闻电子报.   [2017-01-14]. （原始内容存档于2017-01-16） （中文（臺灣））.
79. ↑  . 台视新闻. 1992-04-10  [2018-01-29]. （原始内容存档于2020-11-12）.
80. ↑  . 华视新闻. 1997-04-14  [2018-01-28]. （原始内容存档于2021-01-12）.
81. ↑  . 中国时报. 1997-08-20  [2017-11-16]. （原始内容存档于2011-11-26） （中文（臺灣））.
82. ↑  . NOWNEWS. 2016-05-04  [2017-11-16]. （原始内容存档于2020-11-12） （中文（臺灣））.
83. ↑  . 台视新闻. 2000-09-01  [2018-01-28]. （原始内容存档于2020-09-04）.
84. ↑  最高法院95年度台上字第1671號刑事判決
85. ↑  . 苹果日报. 2004-04-16  [2017-01-14]. （原始内容存档于2017-09-18） （中文（臺灣））.
86. ↑  . 华视新闻. 2008-12-10  [2017-01-06]. （原始内容存档于2021-01-12） （中文（臺灣））.
87. ↑  . 2015-06-12  [2017-01-06]. （原始内容存档于2021-01-12） （中文（臺灣））.
88. ↑  最高法院99年台上字第8221号刑事判决
89. ↑  台湾高等法院 99年上重诉字第44号刑事判决
90. ↑  . 苹果日报. 2017-01-22  [2017-09-15]. （原始内容存档于2017-09-15） （中文（臺灣））.
91. ↑  . 苹果日报. 2016-11-04  [2017-01-30]. （原始内容存档于2017-02-02） （中文（臺灣））.
92. ↑  . CNA中央社. 2019-07-05  [2019-07-05]. （原始内容存档于2021-01-12）.
93. ↑  . 臺灣嘉義地方法院. 2019-07-05  [2019-07-08]. （原始内容存档于2019-07-08） （中文（臺灣））.
94. ↑  臺灣基隆地方法院刑事判決108年度交訴字第31號
95. ↑  .   [2017-09-14]. （原始内容存档于2021-01-12） （中文（臺灣））.
96. ↑  . 監察院. 2009-10-07  [2017-09-15]. （原始内容存档于2019-05-02） （中文（臺灣））.
97. ↑  段楚禎. . 卡優新聞網. 2013-05-13  [2017-09-15]. （原始内容存档于2019-05-02） （中文（臺灣））.
98. ↑  李世泓. . 三立新聞網. 2015-05-22  [2017-09-15]. （原始内容存档于2021-01-12） （中文（臺灣））.
99. ↑  張文川. . 自由時報. 2014-02-14  [2017-09-18]. （原始内容存档于2021-01-12） （中文（臺灣））.
100. ↑  臺灣板橋地方法院刑事判決98年度訴字第2365號
101. ↑  黃文博. . 中國時報. 2014-02-09  [2017-09-16]. （原始内容存档于2021-01-12） （中文（臺灣））.
102. ↑  新北市政府交通事件裁決處 新北裁催字第48-AEZ994574號，後該行政處分被撤銷
103. ↑  黃良傑. . 自由時報. 2010-07-12  [2018-01-27]. （原始内容存档于2021-01-12） （中文（臺灣））.
104. ↑  臺灣高等法院交通事件裁定96年度交抗字第296號
105. ↑  廖嘯龍. . 中國時報. 2007-05-20  [2017-09-17]. （原始内容存档于2021-01-12） （中文（臺灣））.
106. ↑  許家寧、 湯文章(花蓮地方法院民庭庭長). . 東方報. 2015-03-24  [2017-09-17]. （原始内容存档于2017-09-17） （中文（臺灣））.
107. ↑  許家寧、 湯文章(花蓮地方法院民庭庭長). . 東方報. 2015-03-31  [2017-09-17]. （原始内容存档于2017-09-17） （中文（臺灣））.
108. ↑  . jrf-tw.gitbooks.io.   [2021-04-28]. （原始内容存档于2021-04-28）.
109. ↑  . www.cmmedia.com.tw.   [2021-04-28]. （原始内容存档于2021-04-28）.
110. ↑  https://plus.google.com/100840913602838660811. . 財團法人民間司法改革基金會. 2016-08-28  [2021-04-28]. （原始内容存档于2021-04-29） （中文（臺灣））.
111. ↑  TVBS. . TVBS.   [2021-04-28]. （原始内容存档于2021-04-30） （中文（臺灣））.
112. ↑  , 2017-03-20  [2021-04-28], （原始内容存档于2021-04-30） （中文（繁體））
113. ↑  . www.cna.com.tw.   [2021-04-28]. （原始内容存档于2021-05-01） （中文（臺灣））.
114. ↑  鄭少凡、楊之瑜. . The News Lens 關鍵評論. 2016-02-27  [2017-09-17]. （原始内容存档于2021-01-12） （中文（臺灣））.
115. ↑  邱俊福. . 自由時報. 2017-03-30  [2017-09-15]. （原始内容存档于2021-01-12） （中文（臺灣））.
116. ↑  李彥穎. . TVBS. 2017-01-10  [2017-09-15]. （原始内容存档于2021-01-12） （中文（臺灣））.
117. ↑  .   [2014-02-21]. （原始内容存档于2014-02-23）.

## 外部鏈結
- 內政部警政署 （页面存档备份，存于）（繁體中文）（英文）
- 內政部警政署刑事警察局（繁體中文）（英文）
- 中央警察大學（页面存档备份，存于）（繁體中文）（英文）
- 台灣警察專科學校 （页面存档备份，存于）（繁體中文）（英文）
- 警察廣播電台 （页面存档备份，存于）（繁體中文）